# Victoria and Albert Museum
Le Victoria and Albert Museum, souvent abrégé « V&A », est un musée national d'art situé à Londres, dans le quartier de South Kensington. Il est le plus grand musée au monde d'arts appliqués et décoratifs et de design, ainsi que de sculptures, abritant une collection permanente de plus de 2,27 millions d'objets.  Il a été fondé en 1852 et porte le nom de la reine Victoria et de son époux le prince Albert.

## Histoire
Conçu au lendemain de l'Exposition universelle de 1851 avec le soutien d'Henry Cole, il est installé à Marlborough House le 19 mai 1852 sous le nom de Museum of Manufactures. Le musée ne se compose alors que de cinq salles. En 1857, les collections sont déplacées dans de nouveaux locaux. Il prend alors le nom de South Kensington Museum. Finalement, c'est en 1899, après cinquante ans de travaux, que l'institution devient le Victoria & Albert Museum.
Premier élément d'Albertopolis, ensemble de musées et d'institutions éducatives qui visaient à faire converger éducation, industrie, sciences et art dans la continuité des idées développées lors de la Great Exhibition de 1851, il a été édifié sur un terrain acquis grâce aux bénéfices dėgagės lors de ce dernier évènement.
Consacré essentiellement aux produits de l'industrie et de l'artisanat, il fut « également chargé d'une mission didactique auprès des artistes et décorateurs anglais, au moment où se développait le mouvement Art & Craft ».
Les collections de l'India Office y furent intégrées en 1880, pour prolonger l'intérêt qui s'était exprimé autour de la civilisation et l'art indien tel qu'il était présenté dans la galerie de l'Inde au Crystal Palace en 1851 et -surtout- entretenir l'adhésion, alors particulièrement enthousiaste, des Britanniques au projet impérial.
Dans un contexte de crise économique liée à la pandémie de Covid-19 en 2020, le Victoria and Albert Museum licencie une centaine de ses employés, soit 10 % de ses effectifs.
Le musée propose une liste de lecture de vidéos ASMR pour « redécouvrir les trésors de ses réserves ».

## Collections

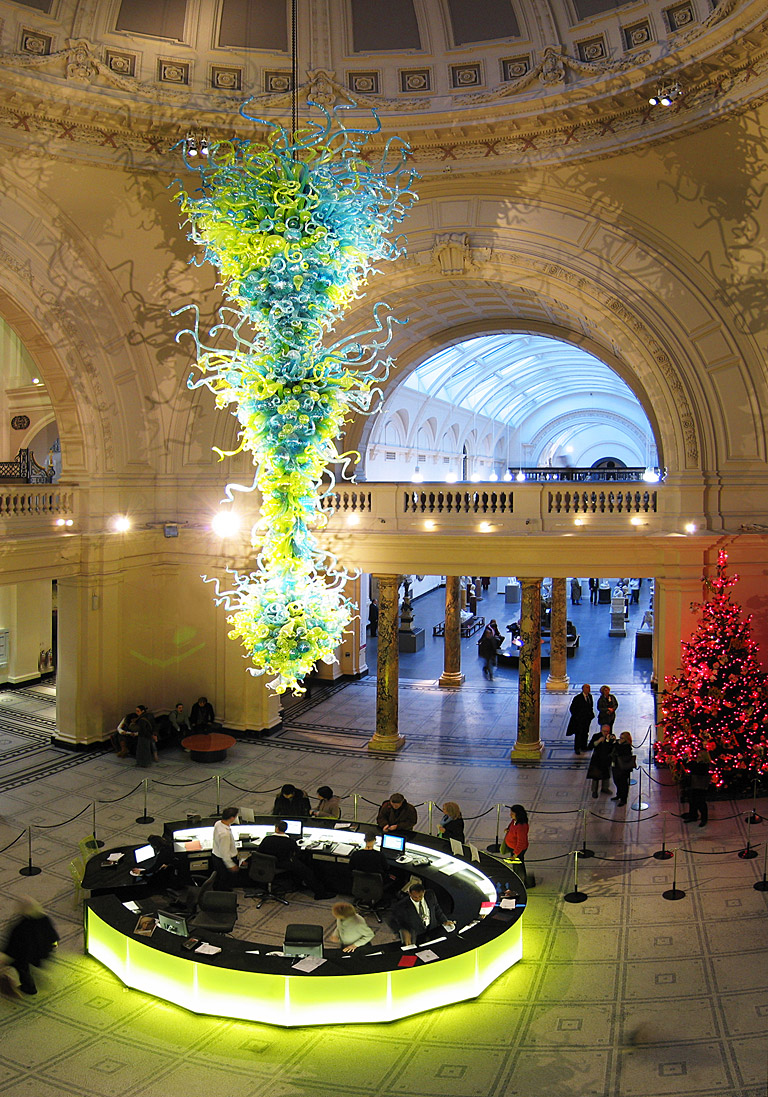
Lustre contemporain (2000) de 10 m de haut, dans l'entrée.

Le V&A couvre cinq hectares et compte 145 galeries. Sa collection couvre 5 000 ans d'art, de l'Antiquité à nos jours, issus des cultures d' Europe, d'Amérique du Nord, d'Asie et d'Afrique du Nord. Les fonds en céramique, verre, textiles, costumes, argenterie, ferronnerie, bijoux, meubles, objets médiévaux, sculptures, estampes et gravures, dessins et photographies comptent parmi les plus vastes et les plus complets au monde.
Le musée possède notamment la plus grande collection de sculptures post-classiques au monde, les collections d'objets de la Renaissance italienne étant les plus importantes en dehors de l'Italie. Les départements d'Asie regroupent des œuvres d'art d'Asie du Sud, de Chine, du Japon, de Corée et du monde islamique. Les collections de l'Asie de l'Est comptent parmi les meilleures d'Europe, avec des atouts particuliers en céramique et en travail du métal, tandis que la collection islamique compte parmi les plus importantes du monde occidental. Le musée est spécialisé dans les arts décoratifs : on y trouve toutes sortes d'objets très divers et d'époques très variées : depuis l’Antiquité sumérienne jusqu'au XXIe siècle. Des robes et accessoires de haute couture, du mobilier, des poteries, de la cristallerie, et toutes sortes d'autres pièces d'arts (tapisseries, argenterie, jouets, statuettes, etc.). On y trouve une très belle collection d'objets et de mobilier de l'Europe du Moyen Âge, d'Inde et d'Extrême-Orient. Les Galeries britanniques présentent de très nombreuses pièces dont le monumental Grand lit de Ware (en), du XVe siècle.

### Asie

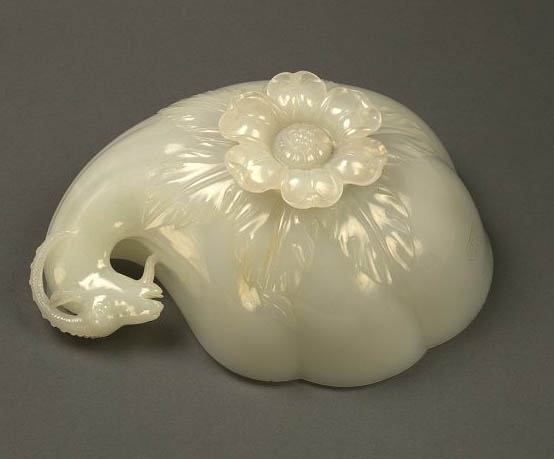
Coupe de vin en jade néphrite blanc, datée de 1657, faite pour l'empereur moghol Shâh Jahân.

La collection d'art en provenance de l'Asie du V & A compte plus de 160 000 objets, l'une des plus importantes existantes. Il possède l'une des collections d'art chinois les plus complètes et les plus importantes au monde, tandis que la collection d'art sud-asiatique est la plus importante en Occident. La collection comprend des œuvres de l'Asie du Sud et du Sud-Est, des royaumes himalayens, de la Chine, de l'Extrême-Orient et du monde islamique.

#### Art islamique

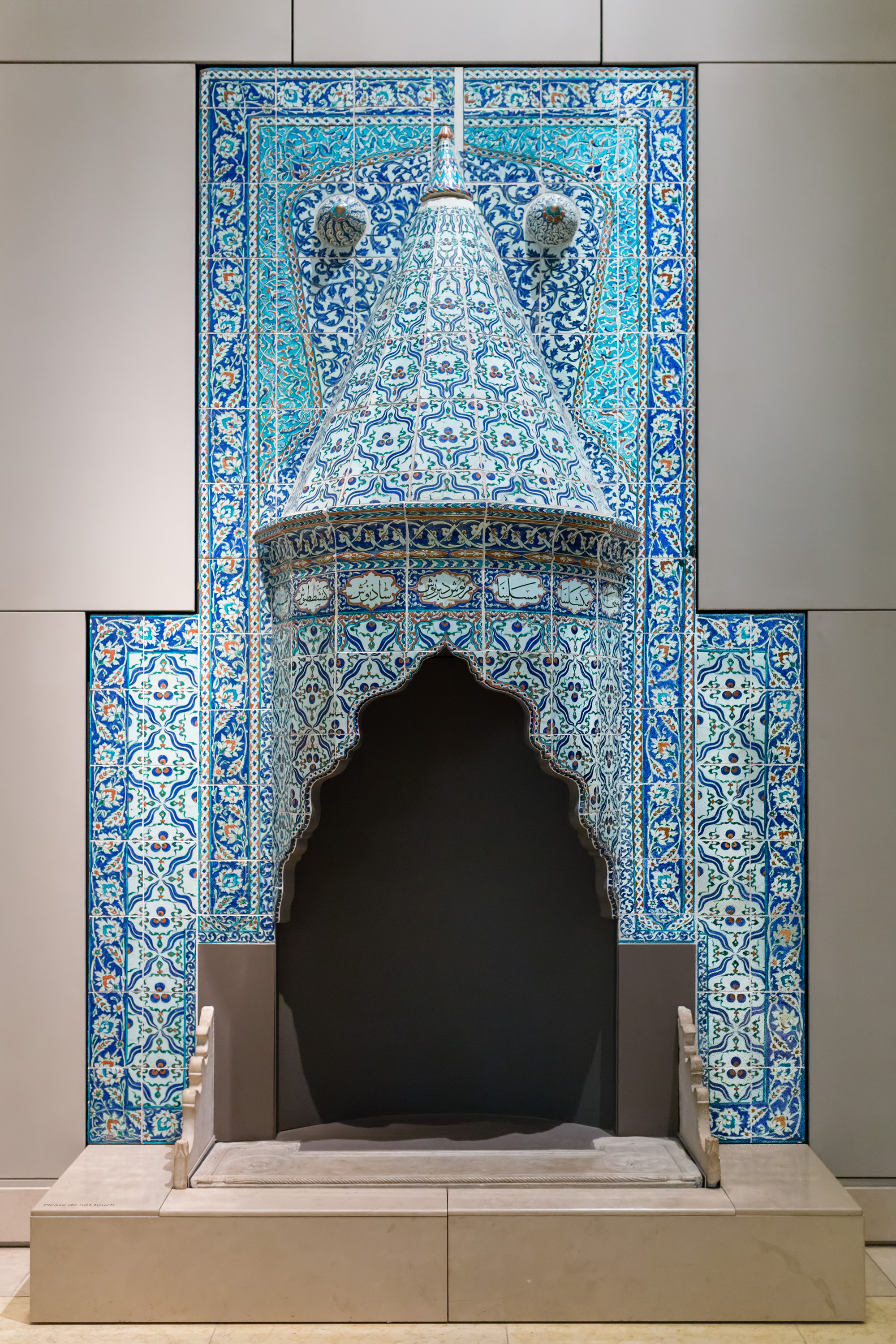
Cheminée carrelée, Turquie, datée de 1731.

Le V & A contient plus de 19 000 objets du monde islamique, allant du début de la période islamique (VIIe siècle) au début du XXe siècle.
La Galerie d'art islamique Jameel, ouverte en 2006, abrite une exposition représentative de 400 objets, le tapis Ardabil étant la pièce maîtresse de la galerie. Les objets exposés dans cette galerie comprennent des œuvres d'Espagne, d'Afrique du Nord, du Moyen-Orient, d'Asie centrale et d'Afghanistan.

#### Asie du Sud
Les collections d'art du Sud et du Sud-Est asiatique du Musée sont les plus complètes et les plus importantes d'Occident. Elles comptent près de 60 000 objets, dont environ 10 000 textiles et 6 000 peintures, et la diversité de la collection est immense. La galerie d'art indien Jawaharlal Nehru, ouverte en 1991, présente des œuvres d'art datant d'environ 500 ans avant notre ère jusqu'au XIXe siècle.

#### Asie de l'Est
Les collections d'Extrême-Orient comprennent plus de 70 000 œuvres d'art provenant des pays de l'Asie de l'Est : Chine, Japon et Corée. La Galerie TT Tsui d' art chinois a ouvert en 1991, affichant une collection représentative du V & A environ 16 000 objets de la Chine, datant du 4e millénaire avant notre ère jusqu'à nos jours.

### Collection d'art gothique

Art gothique
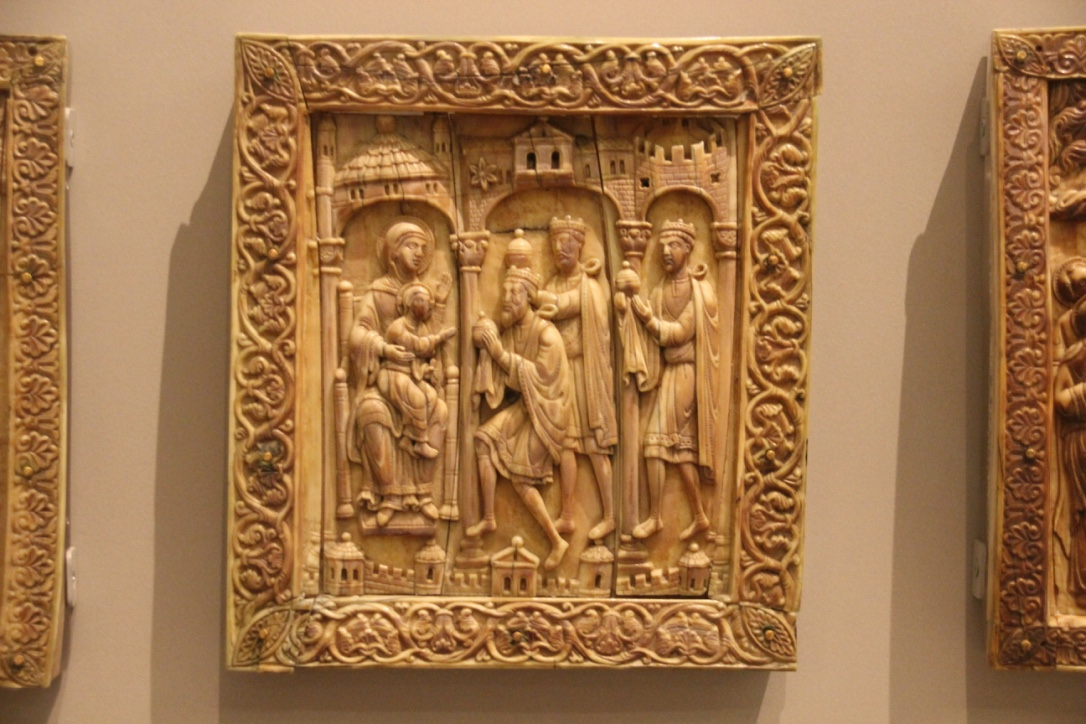
Adoration des mages gothique en ivoire sculpté.
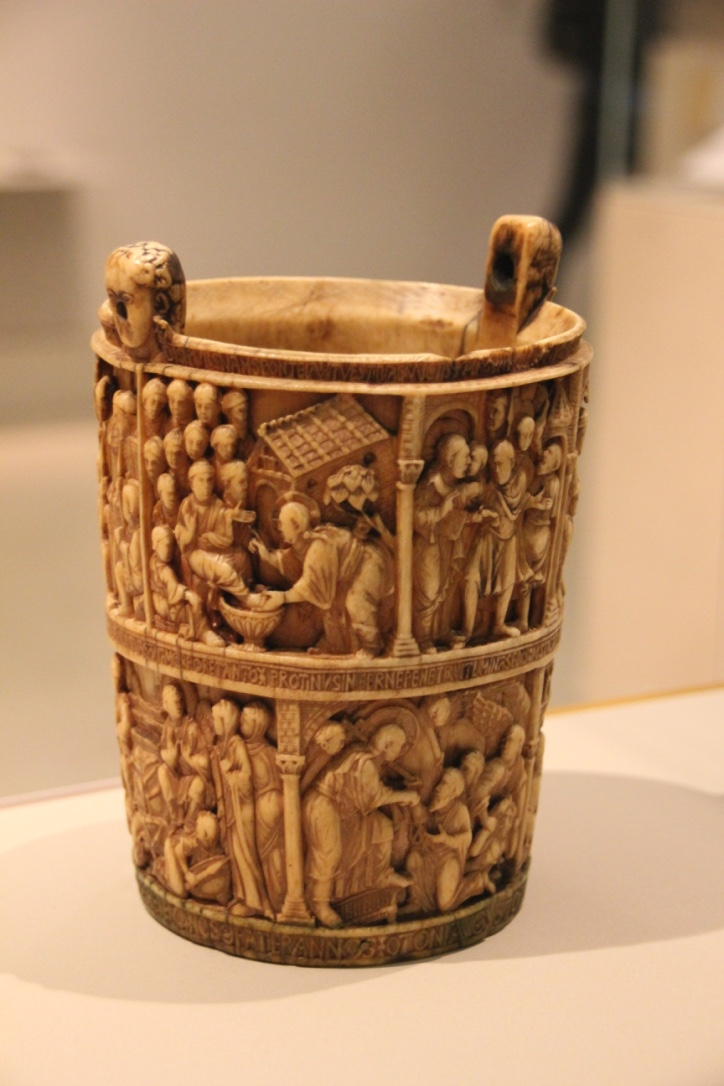
Récipient en ivoire.
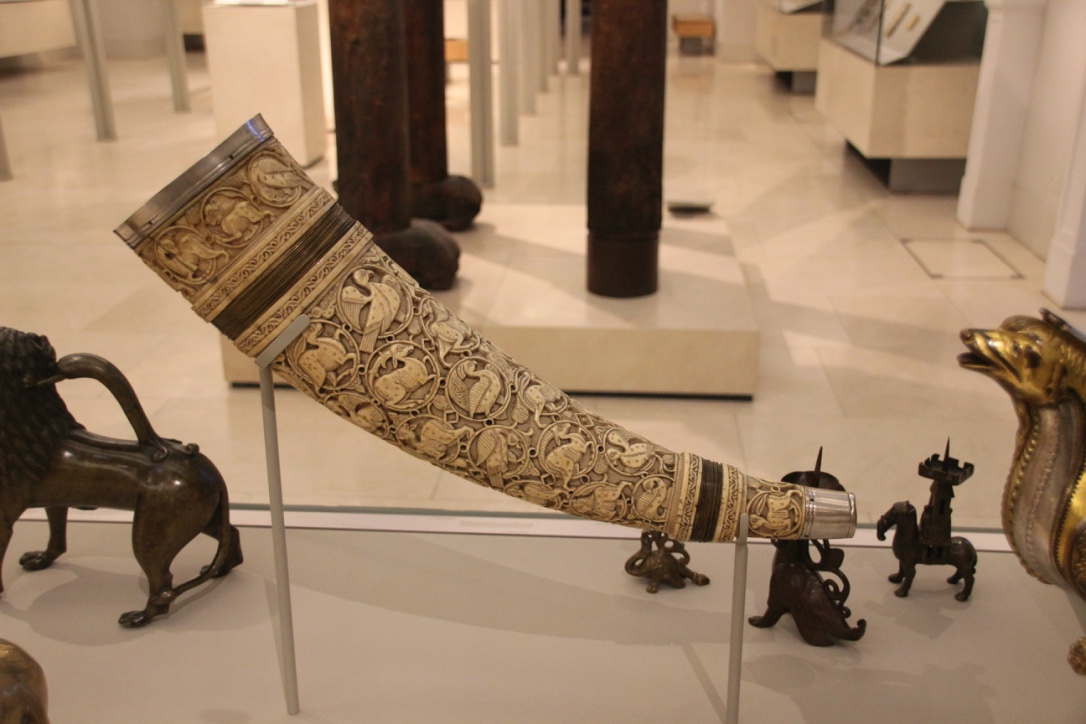
Cor en ivoire.

### Peintures et miniatures
La collection comprend environ 1 130 peintures à l'huile britanniques et 650 européennes, 6 800 aquarelles, pastels et 2 000 miniatures britanniques, dont le musée détient la collection nationale.
En 1857, John Sheepshanks fit don au musée de 233 peintures, principalement réalisées par des artistes britanniques contemporains, et d'un nombre similaire de dessins, dans le but de créer une Galerie nationale de l'art britannique, dont le rôle a été repris depuis par la Tate Britain.
Parmi les artistes représentés figurent William Blake, James Barry, Henry Fuseli, Edwin Henry Landseer, Sir David Wilkie, William Mulready, William Powell Frith, Millais et Hippolyte Delaroche.
Dans la collection se trouvent aussi des œuvres de Botticelli (Portrait d'Esmeralda Brandini), Bernardino Fungai, Marcus Gheeraerts le Jeune, Beccafumi, Fioravante Ferramola, Jan Brueghel l'Ancien, Anthony van Dyck, Ludovico Carracci, Antonio Verrio, Giovanni Battista Tiepolo, Domenico Tiepolo, Francis Hayman, Pompeo Batoni, Benjamin West, Paul Sandby, Richard Wilson, William Etty, Henry Fuseli, Sir Thomas Lawrence, James Barry, Francis Danby, Richard Parkes Bonington et Alphonse Legros.
Peinture britannique
Les artistes britanniques du XIXe siècle sont bien représentés. John Constable (La Cathédrale de Salisbury; Le Moulin de Dedham; Construction de bateau) et William Turner sont représentés par des peintures à l'huile, des aquarelles et des dessins. L'un des objets les plus insolites est la vitrine expérimentale de Thomas Gainsborough, avec ses paysages rétroéclairés, peints sur verre, pouvant être changés comme des diapositives.

Peinture anglaise
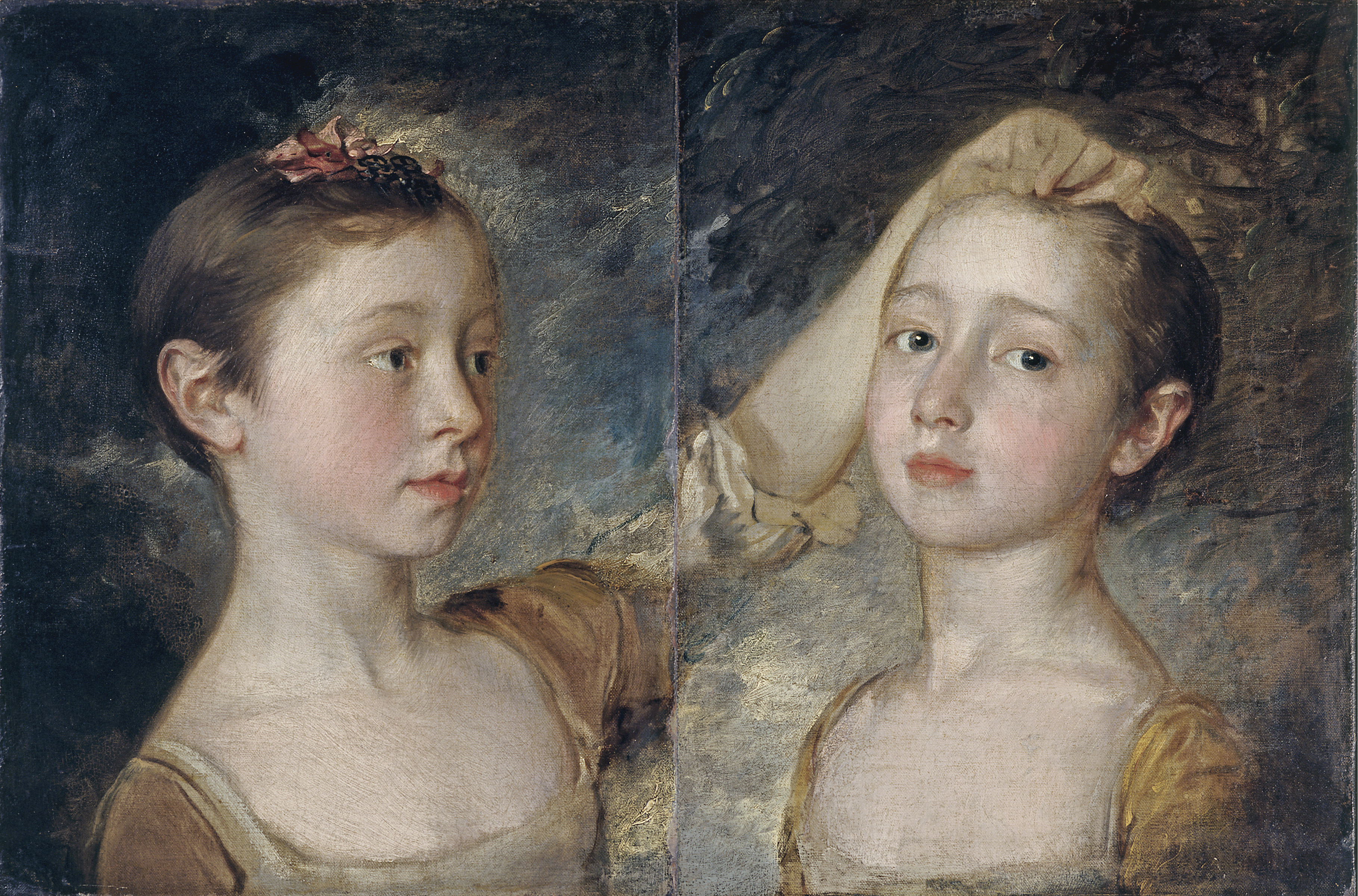
Thomas Gainsborough, Mary et Margaret Gainsborough, les filles de l'artiste, vers 1758.
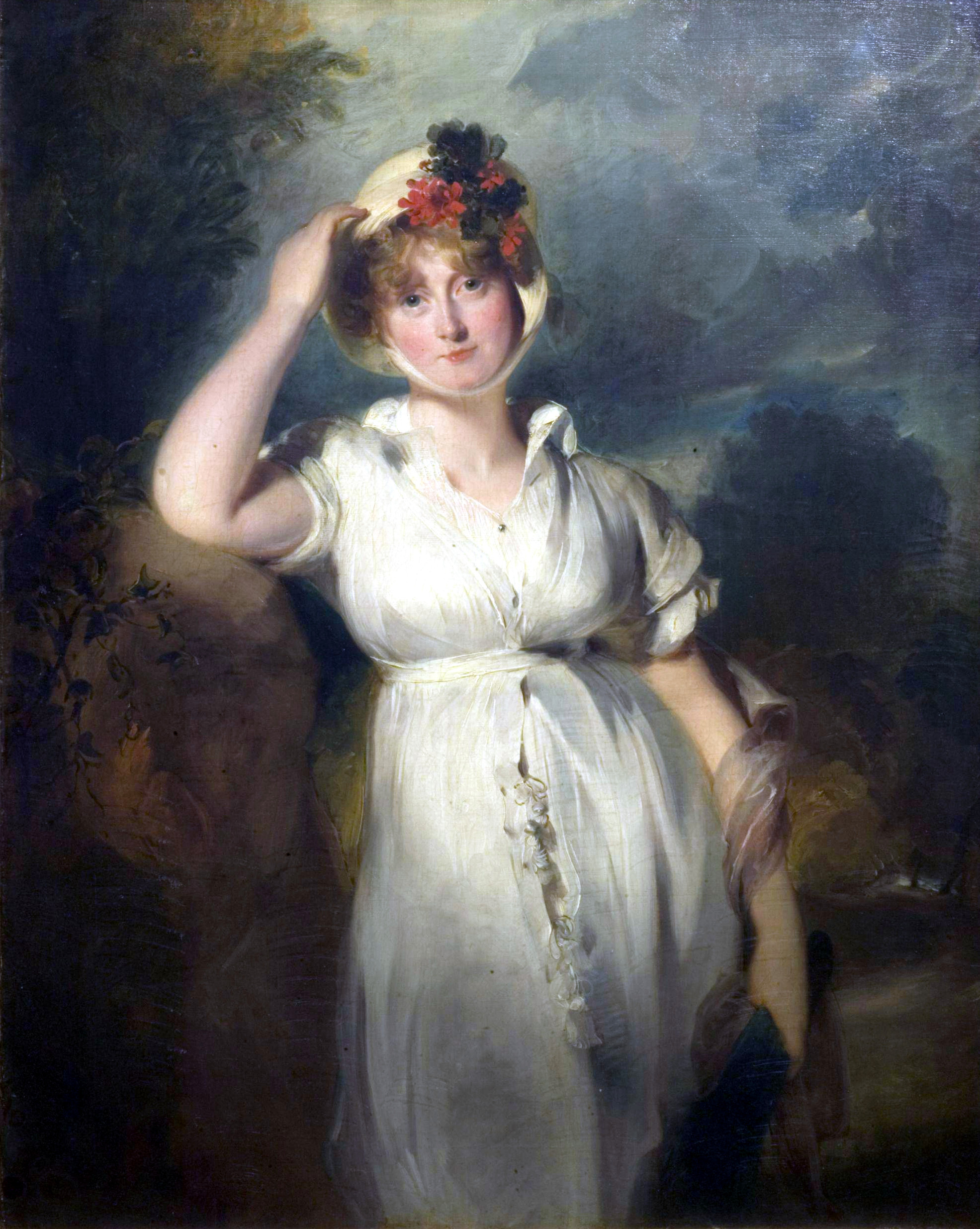
Thomas Lawrence, Portrait de Caroline of Brunswick, 1798.
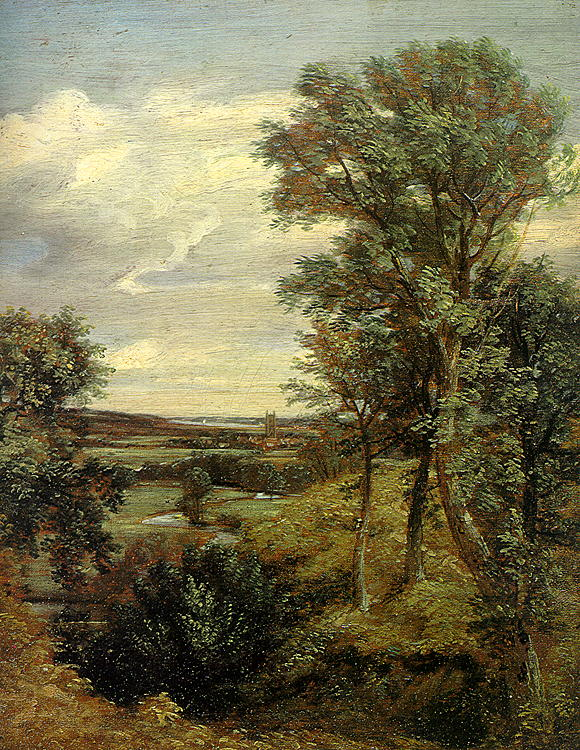
John Constable, Vallée de Dedham, 1802.
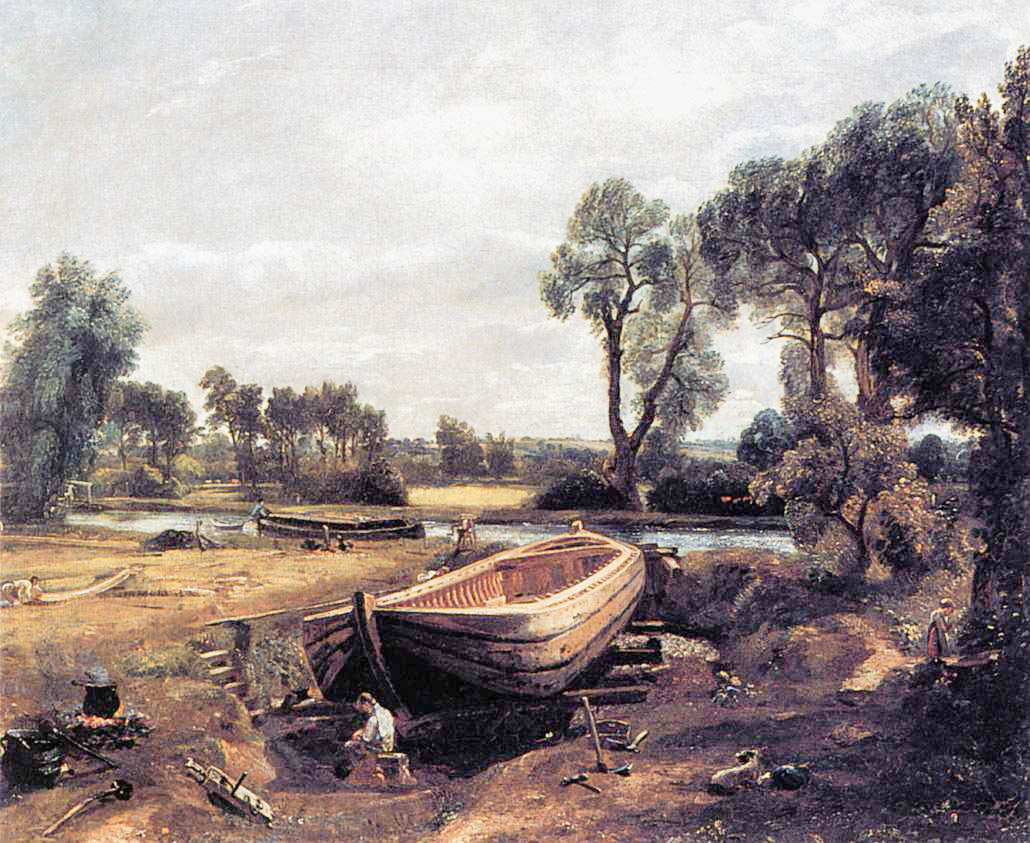
John Constable, Chantier naval près de Flatford Mill, 1815.
John Constable, Le Moulin de Dedham, 1820.
John Constable , La Cathédrale de Salisbury, vue des jardins de l'évêque, 1823.
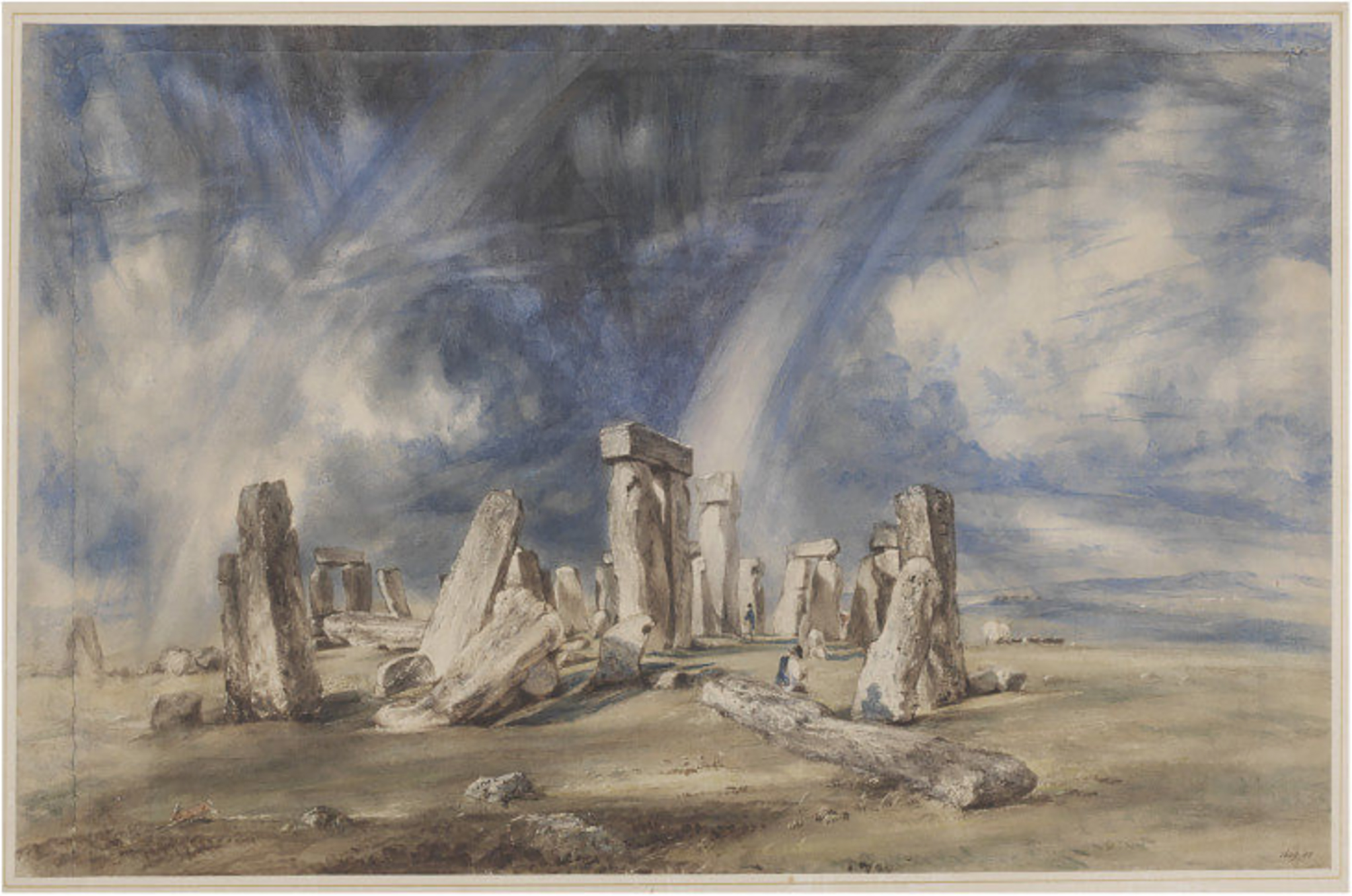
John Constable, Stonehenge,1835.
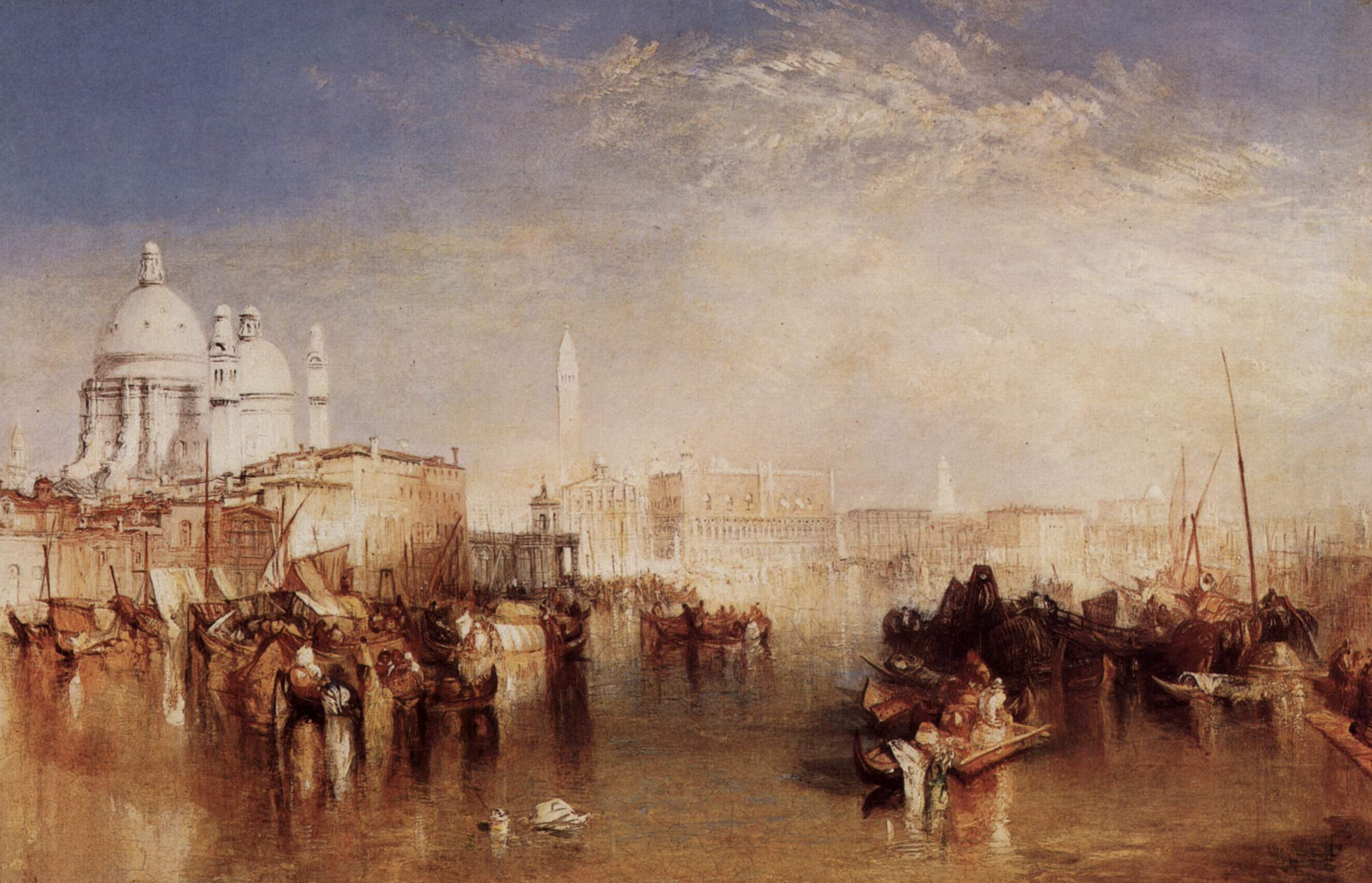
William Turner, Venise, vue du canal de la Giudecca, 1840.
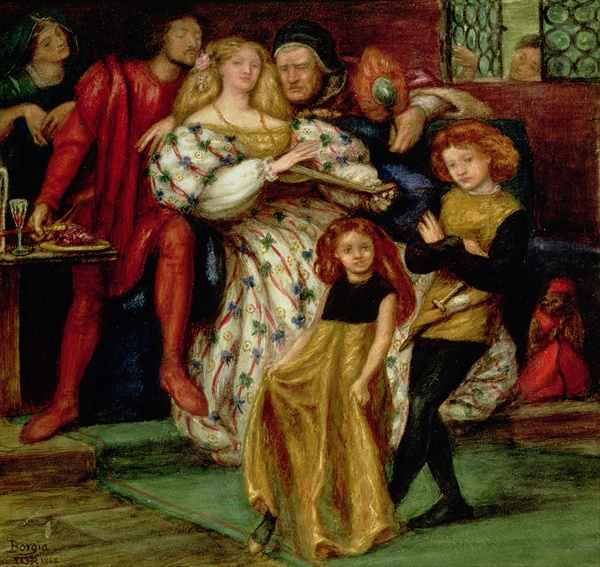
Dante Gabriel Rossetti, La famille Borgia, 1863.
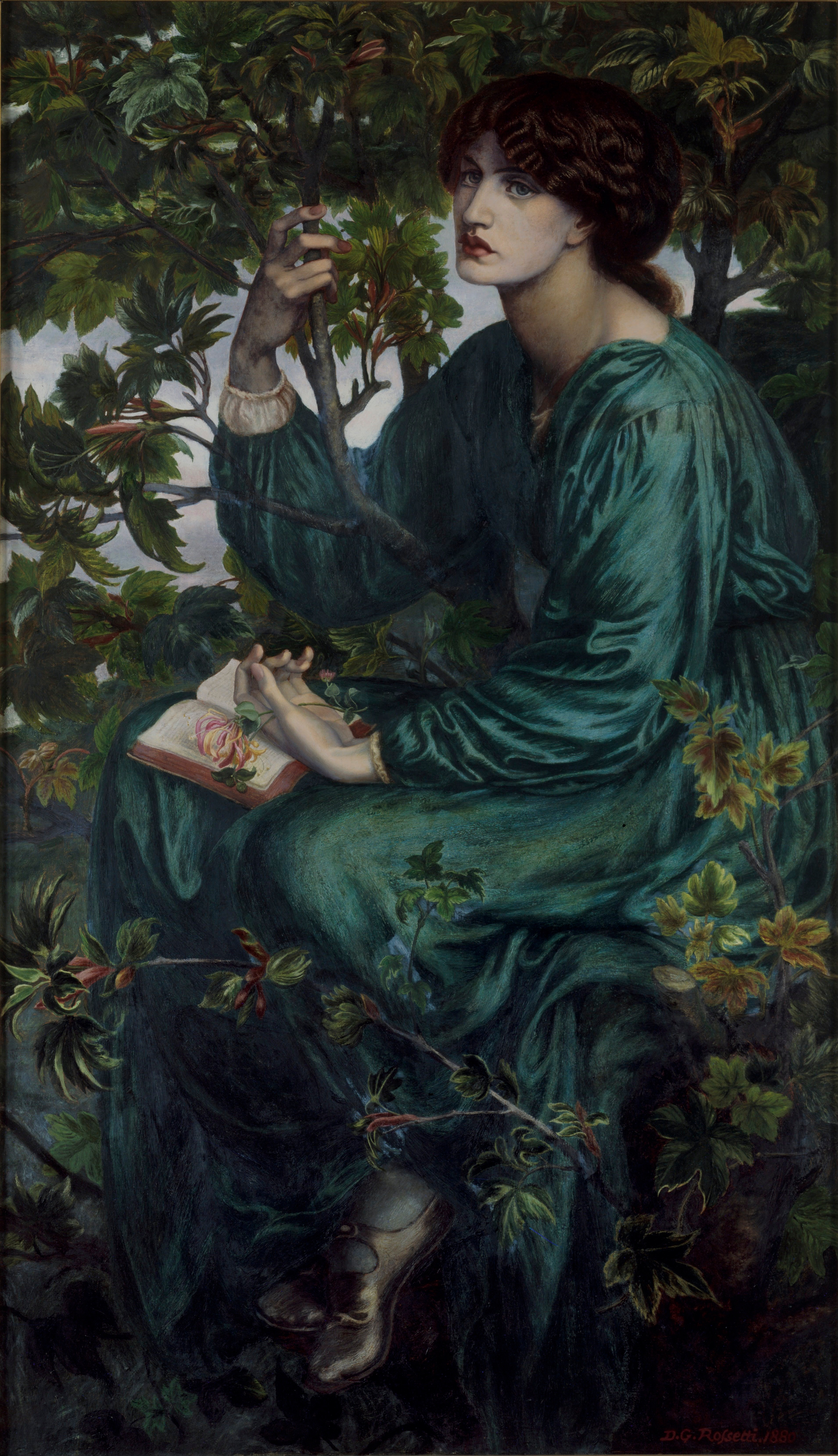
Dante Gabriel Rossetti, The Day Dream, 1880.
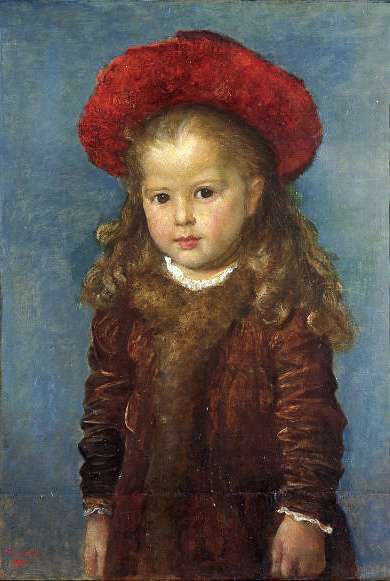
George Frederic Watts, Zoe Ionides, 1881.

École italienne
Parmi les œuvres les plus célèbres, figurent, prêtés au musée par la Reine, les Cartons de Raphaël, esquisse pour les tapisseries de la chapelle Sixtine. Il y a également une fresque du Pérugin datée de 1522, parmi les dernières œuvres du peintre.

Peinture italienne
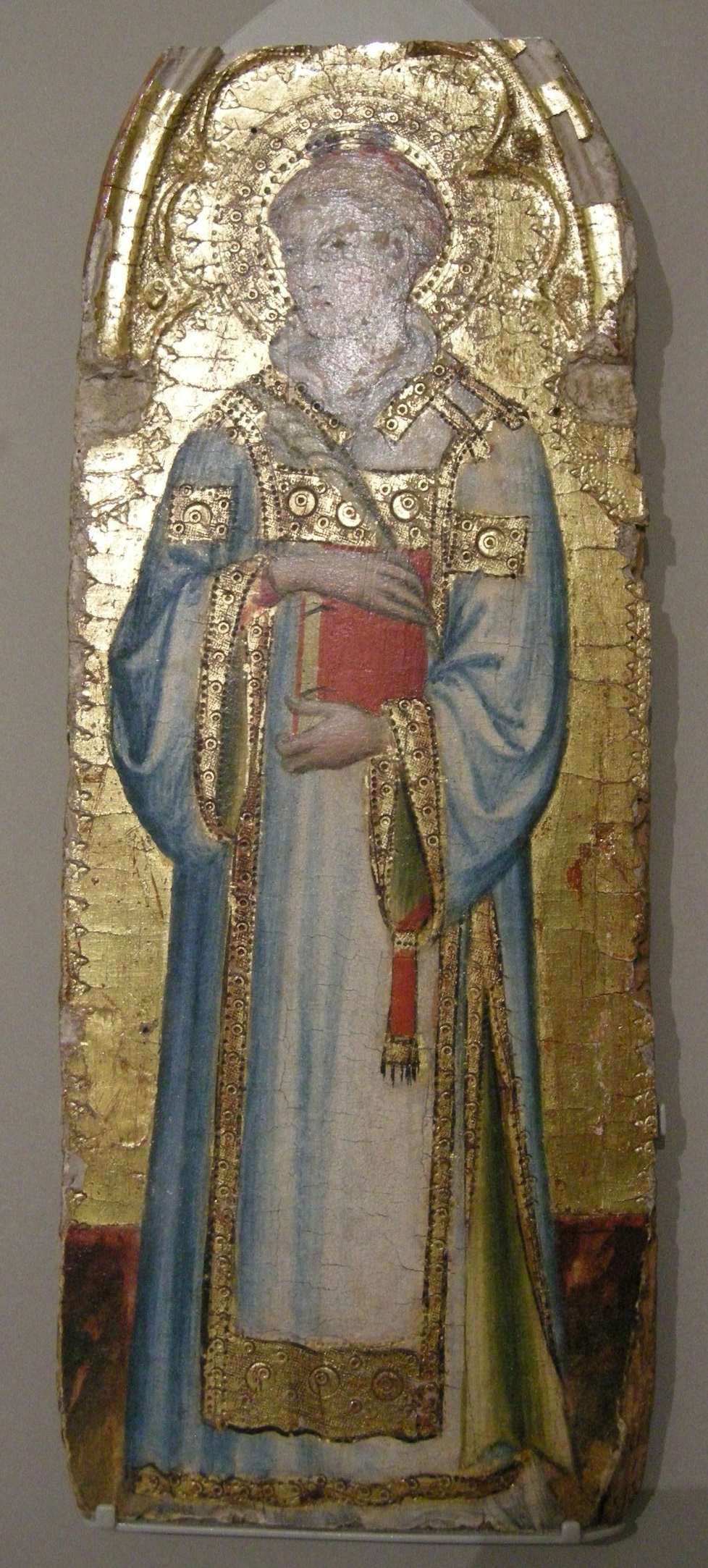
Andrea di Bartolo, Saint Étienne, vers 1390.
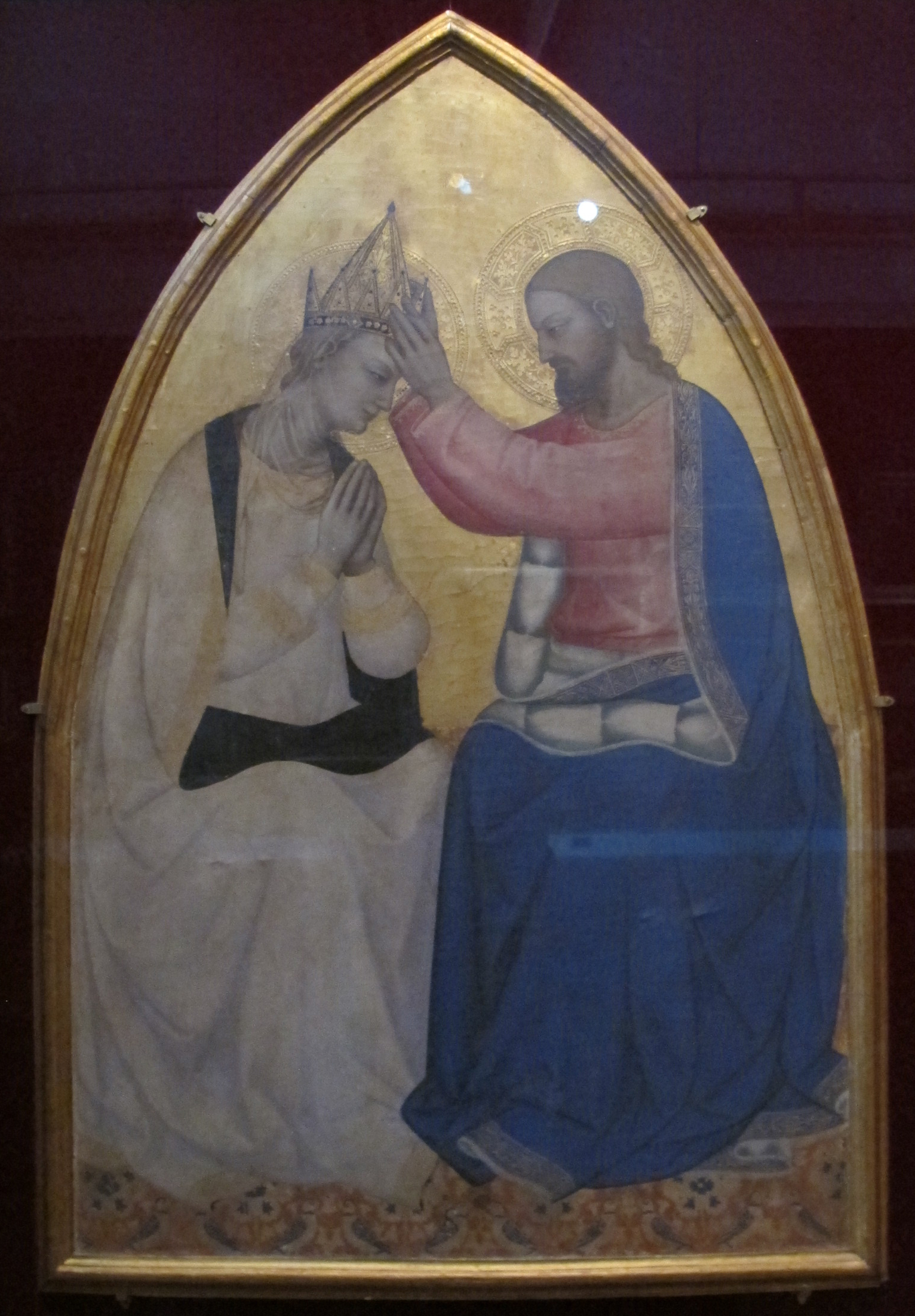
Nardo di Cione, Couronnement de la Vierge, vers 1450.
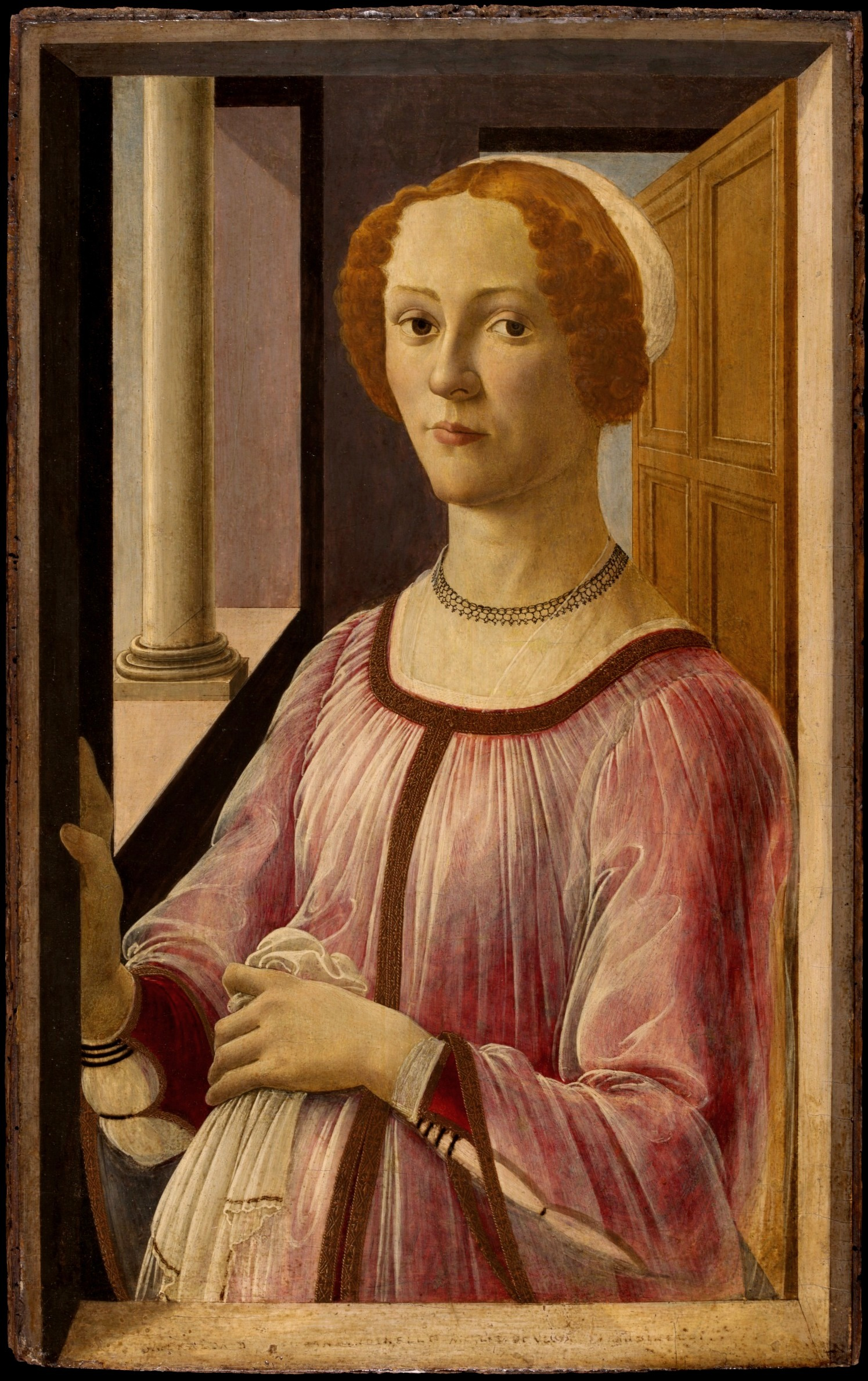
Botticelli, Portrait d'une dame connue sous le nom de Smeralda Brandini, 1470-1475.
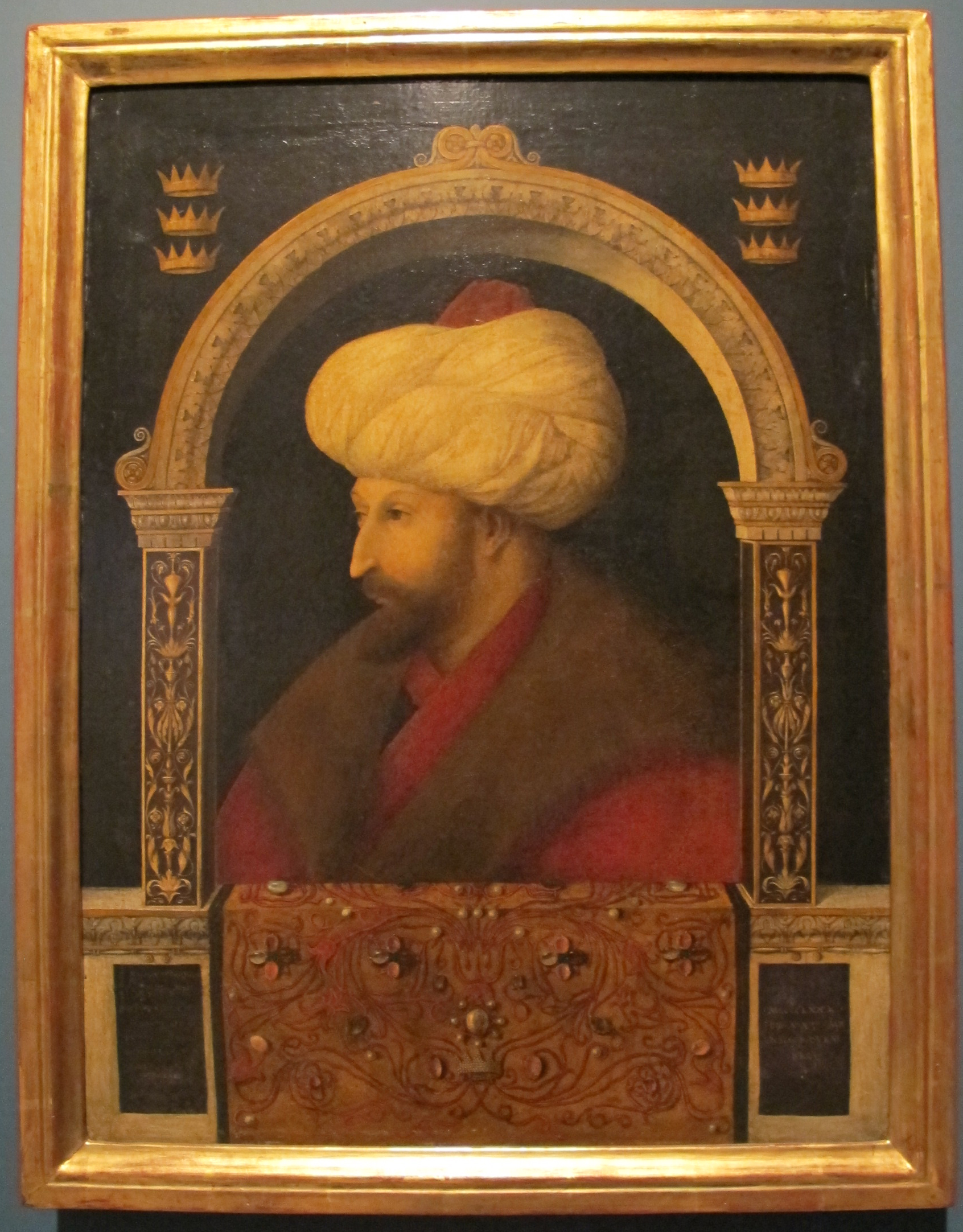
Gentile Bellini, Portrait de Mehmet II, 1480.
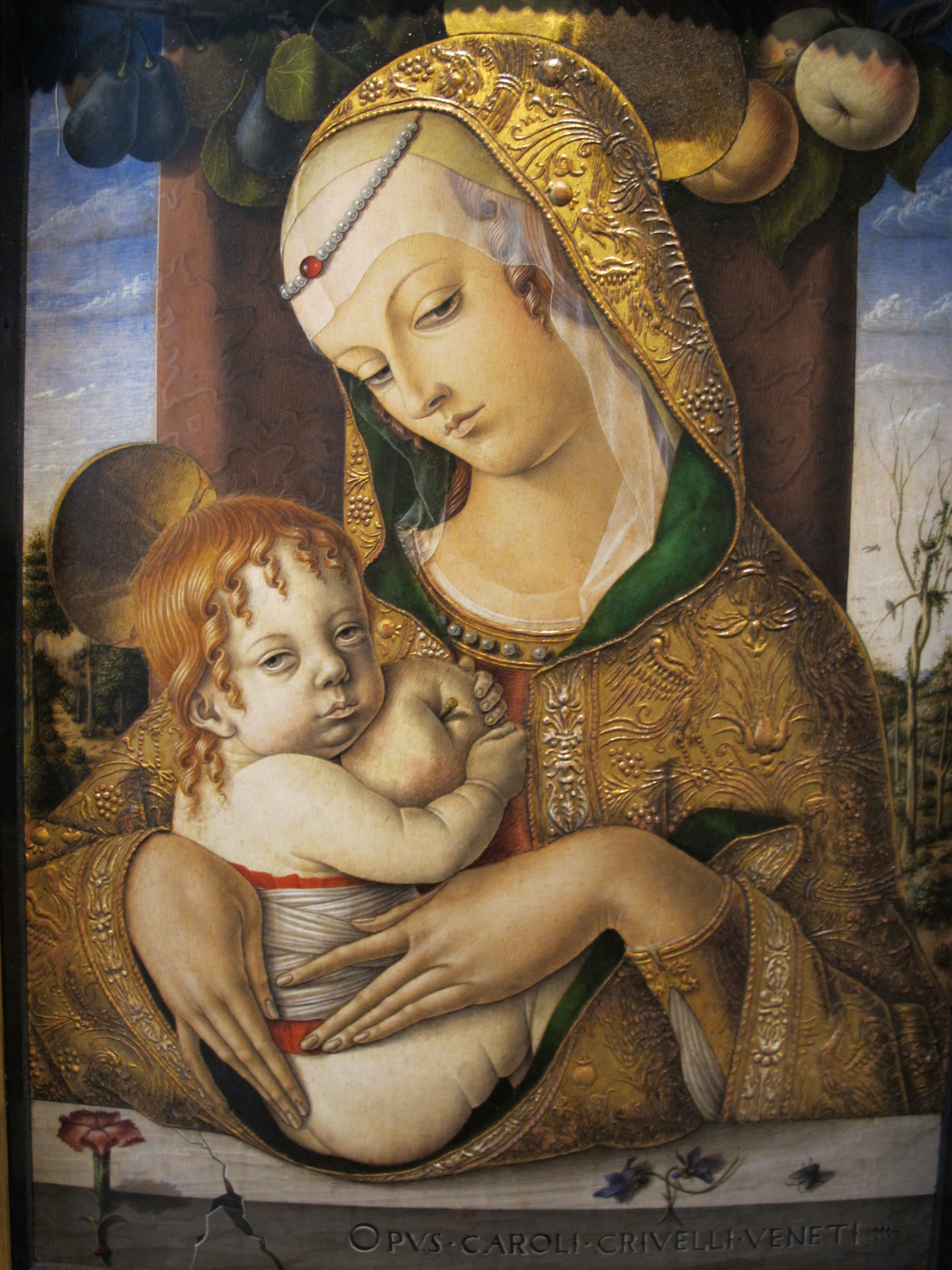
Carlo Crivelli, Vierge à l'Enfant, vers 1480.
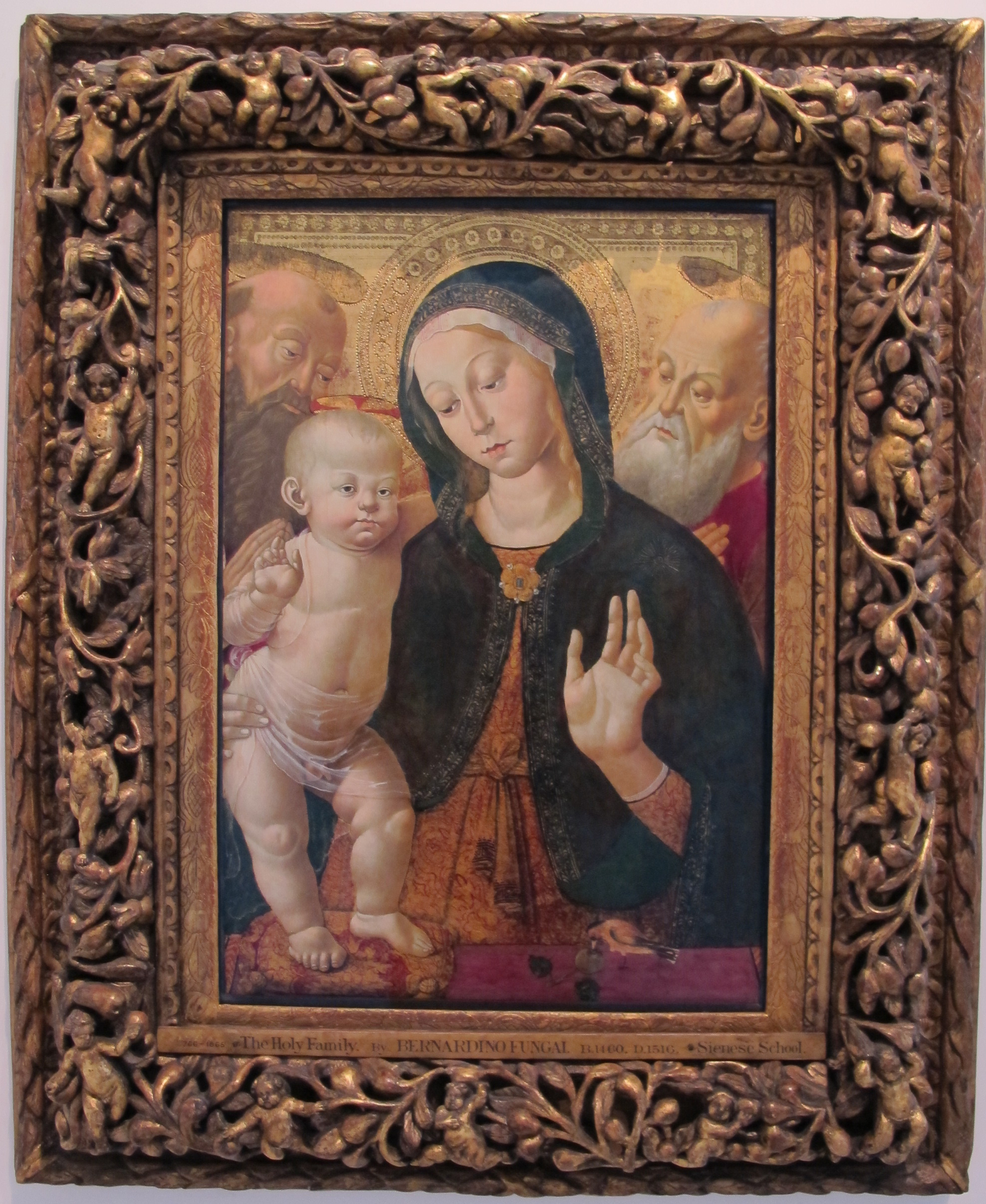
Bernardino Fungai, Madone à l'enfant, avec deux saints ermites, vers 1500.
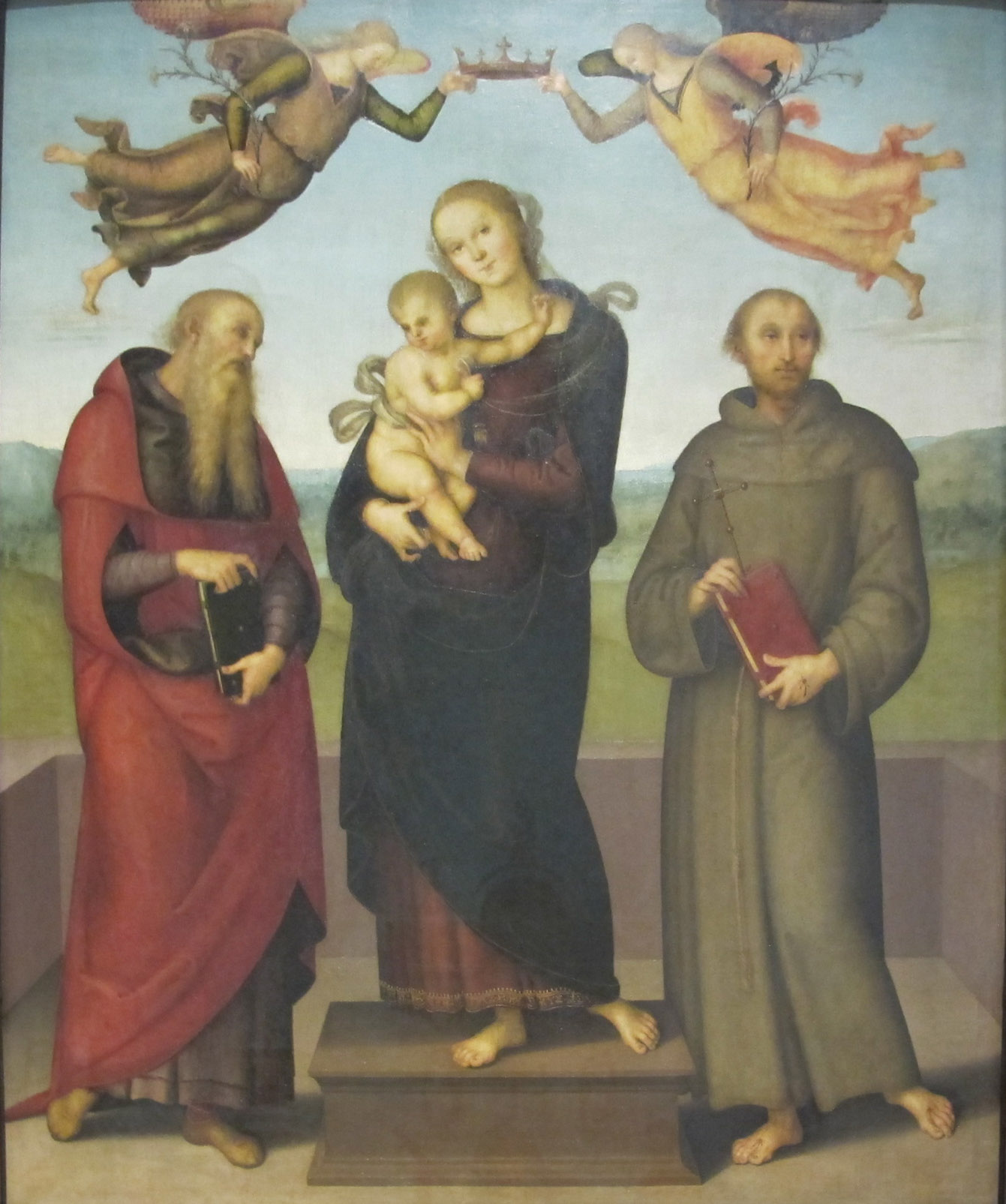
Le Pérugin, La Vierge de Lorette, vers 1507.
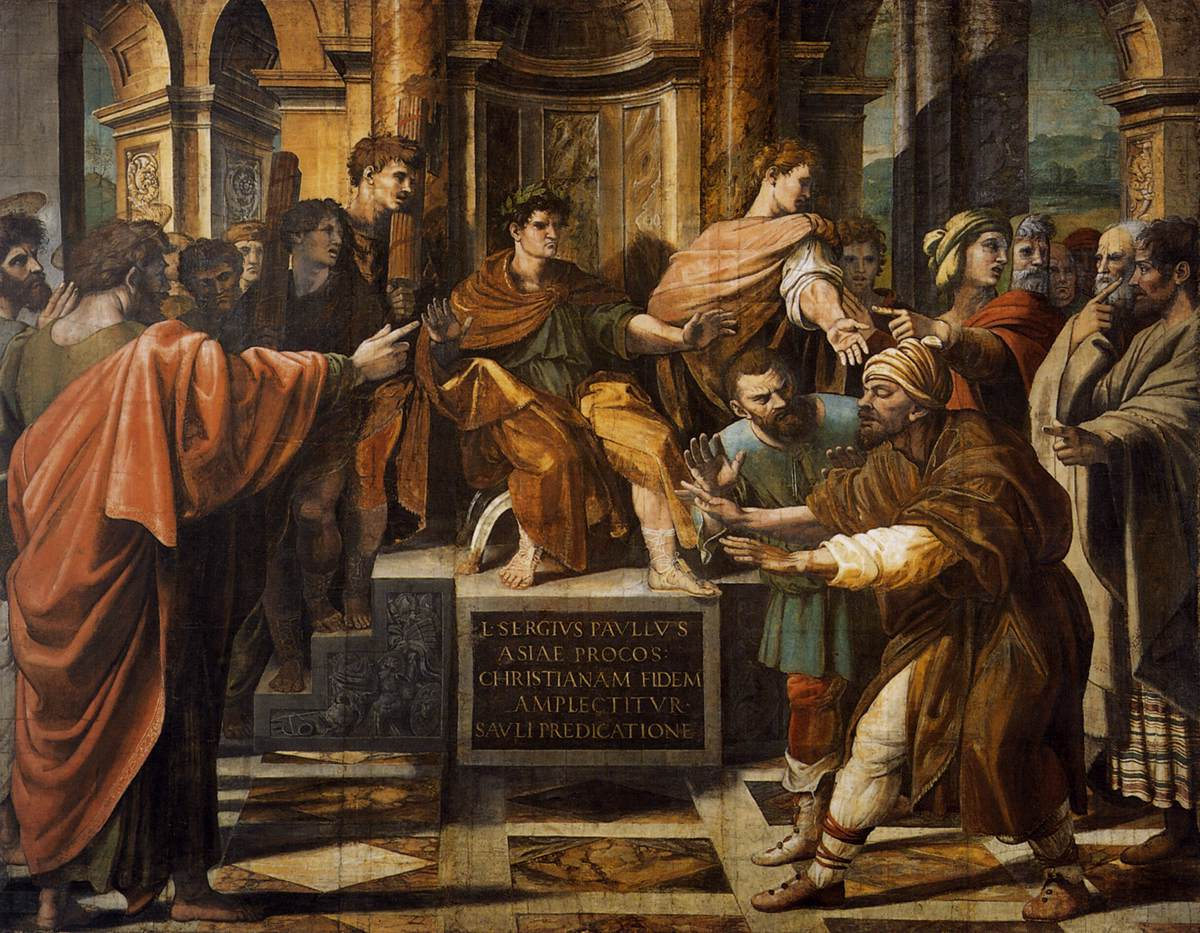
Raphaël, Saint Paul devant le proconsul, 1515.
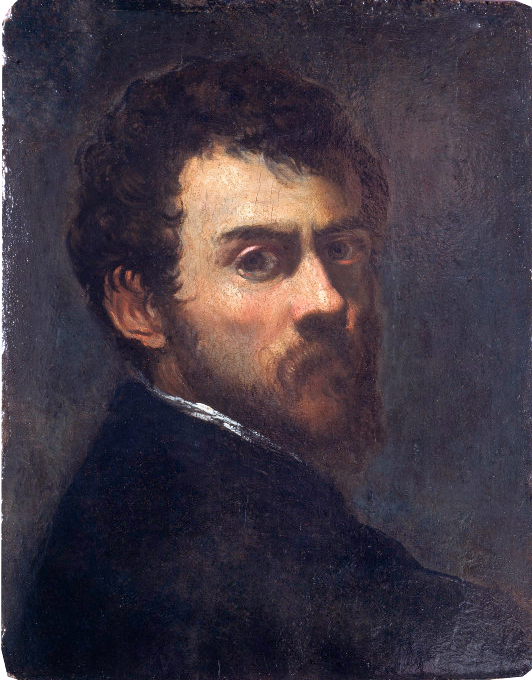
Tintoret, Autoportrait en jeune homme, vers 1548.

École française
Plusieurs peintures françaises sont entrées dans la collection dans le cadre des 260 peintures et miniatures (toutes les œuvres n'étaient pas françaises, par exemple La Vierge et l'Enfant de Carlo Crivelli) qui faisait partie du legs Jones de 1882 et, à ce titre, sont exposées dans les galeries d'art continental de 1600 à 1800, y compris le portrait de François, duc d'Alençon de François Clouet, Gaspard Dughet et des œuvres de François Boucher, y compris son portrait de Madame de Pompadour daté de 1758, Jean François de Troy, Jean-Baptiste Pater et leurs contemporains.

Peinture française
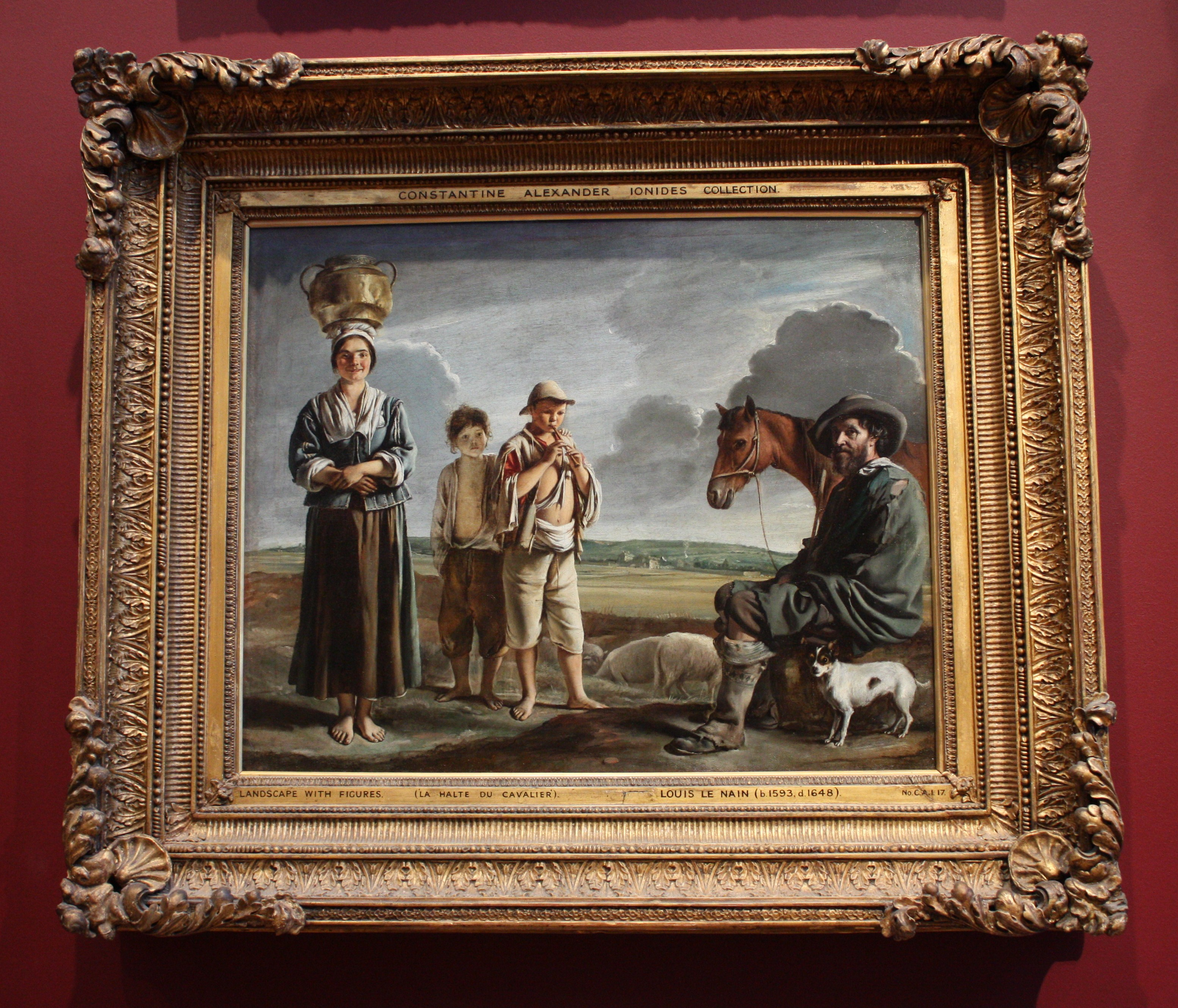
Louis Le Nain, Cavalier au repos, 1640.
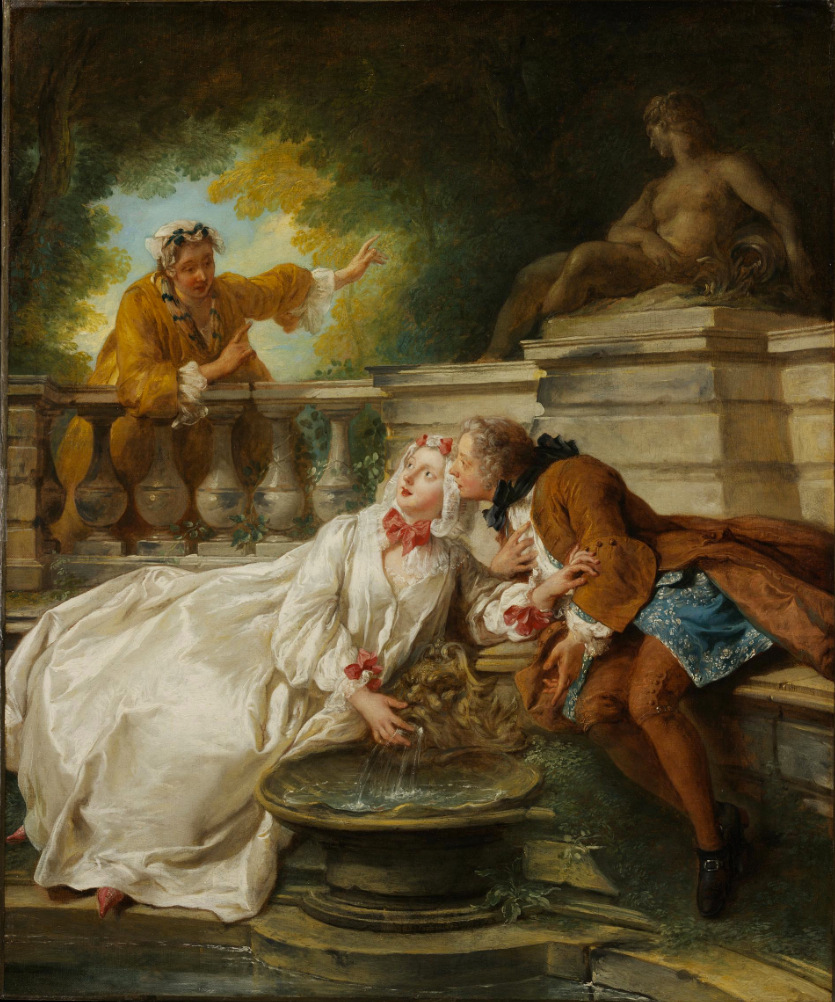
Jean-François de Troy, L'Alarme ou La Gouvernante fidèle, 1723.
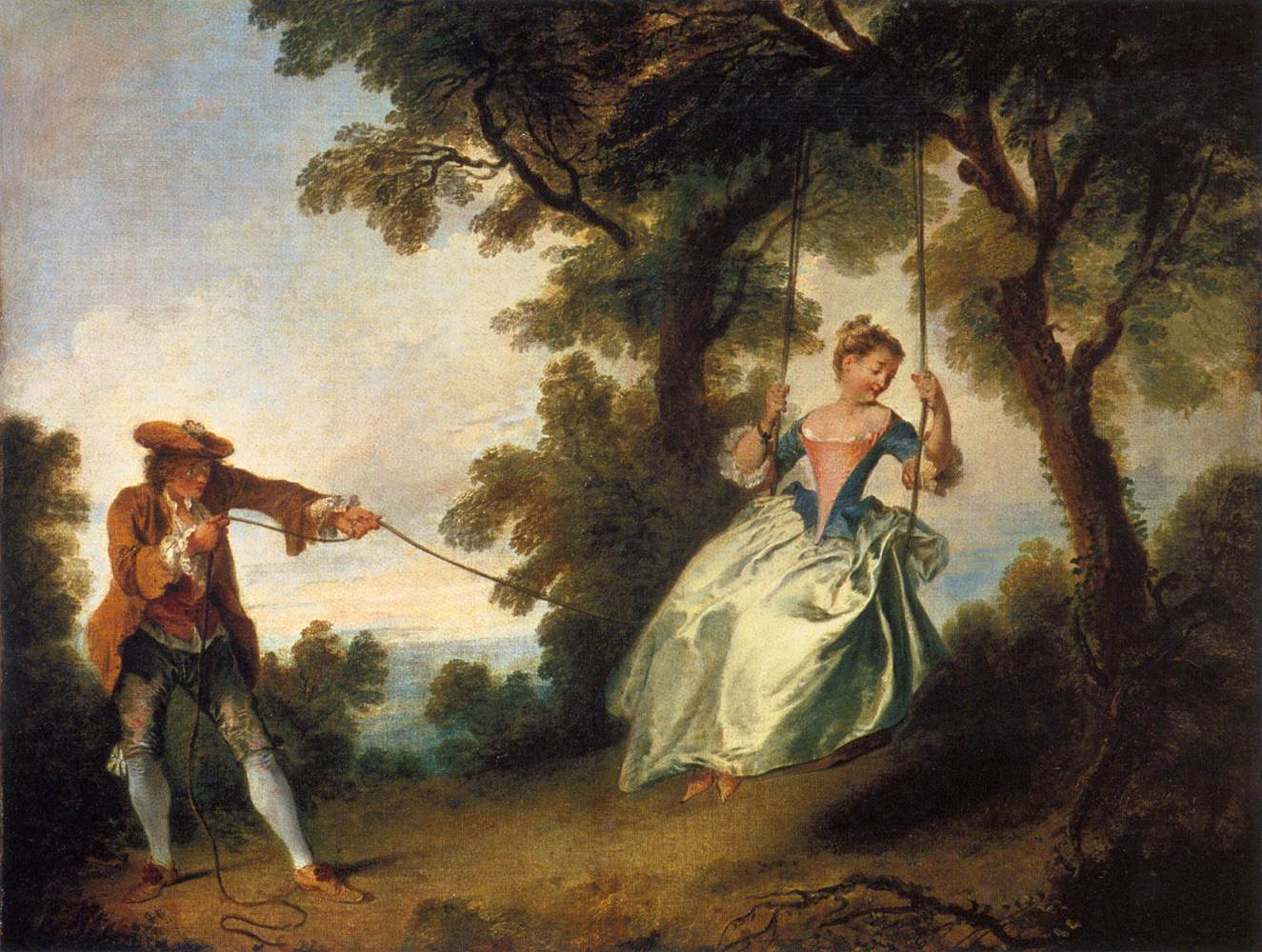
Nicolas Lancret, L'Escarpolette, vers 1735.
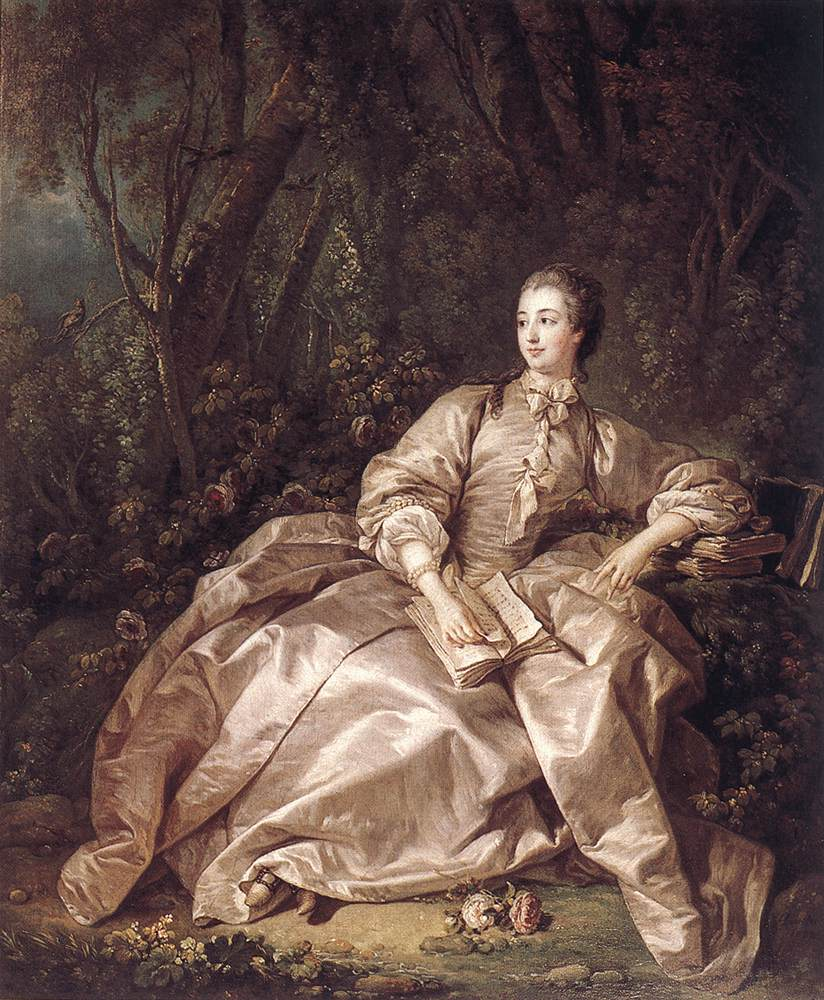
François Boucher, Madame de Pompadour, 1758.
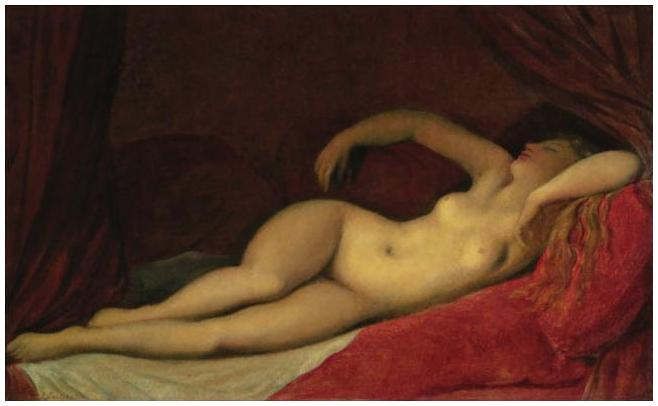
Jean-Auguste-Dominique Ingres, Odalisque dormant, 1820.
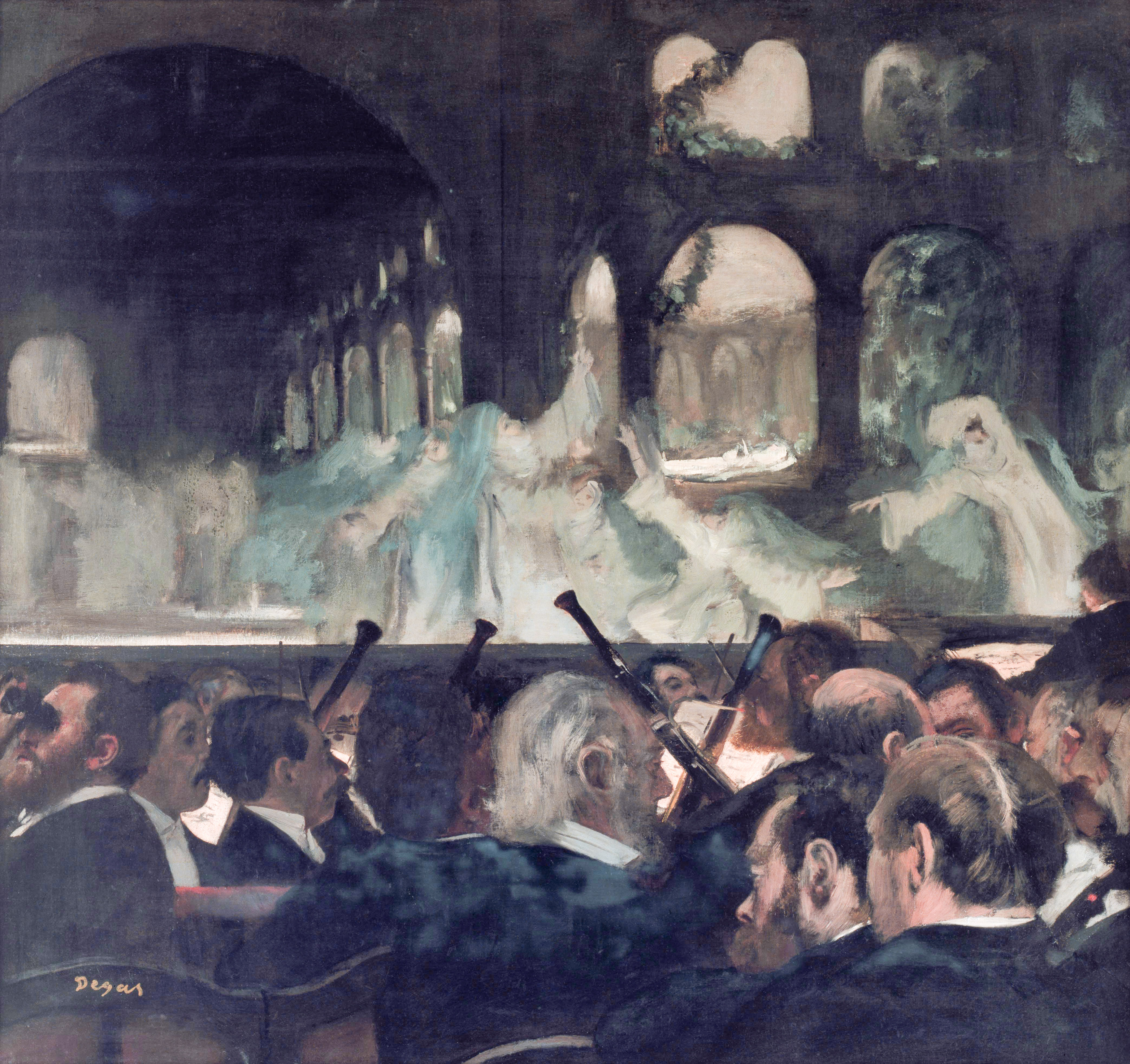
Edgar Degas, Le Ballet de « Robert le Diable », (Meyerbeer), 1876.

Miniaturistes
Parmi les miniatures représentées figurent des œuvres de Jean Bourdichon, Hans Holbein le Jeune, Nicholas Hilliard, Isaac Oliver, Peter Oliver, Jean Petitot, Alexander Cooper, Samuel Cooper, Thomas Flatman, Rosalba Carriera, Christian Friedrich Zincke (en), George Engleheart, John Smart, Richard Cosway et William Charles Ross.

Miniaturistes
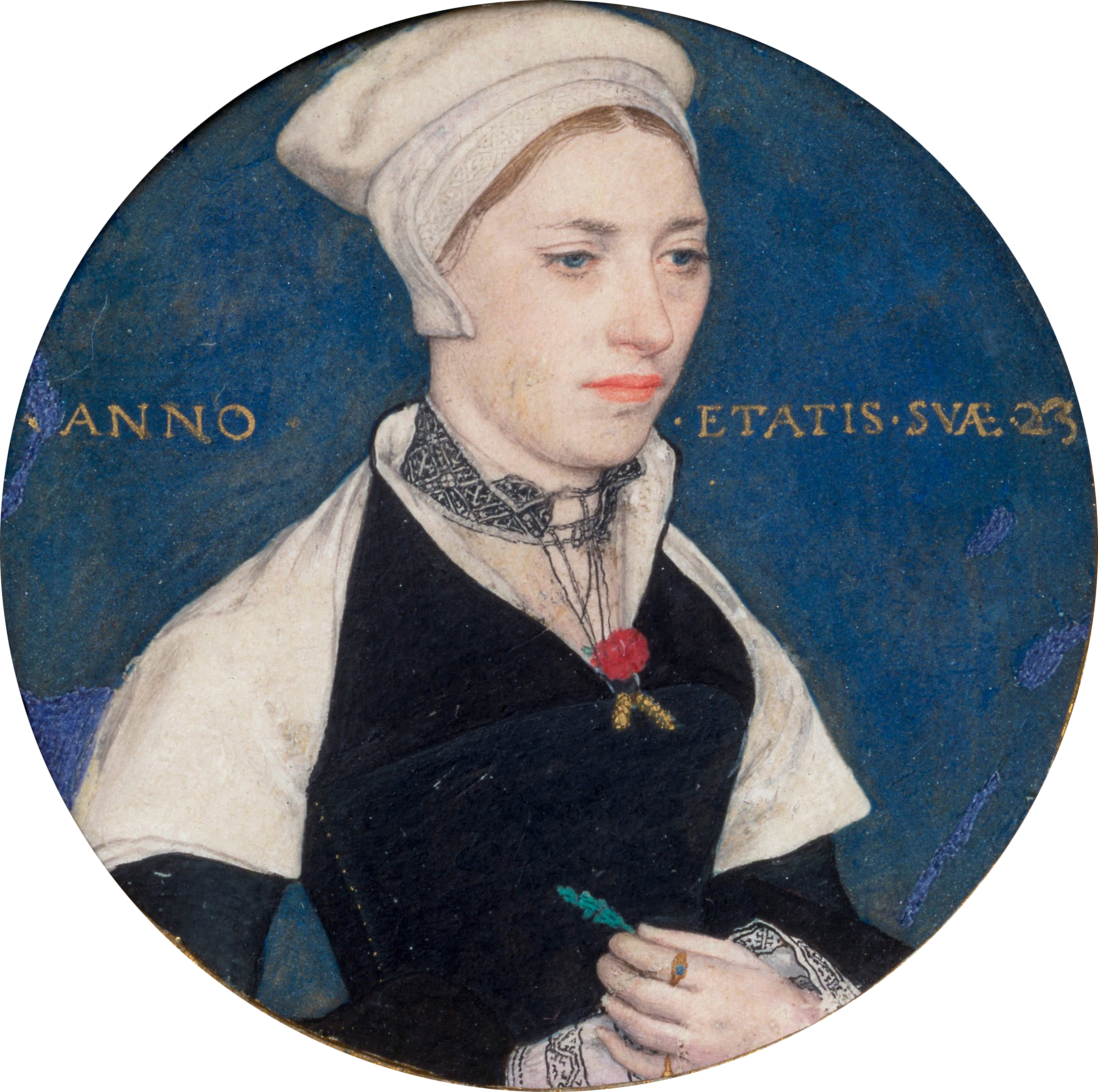
Hans Holbein le Jeune, Mrs Jane Small, ex-Mrs Pemberton, 1536.
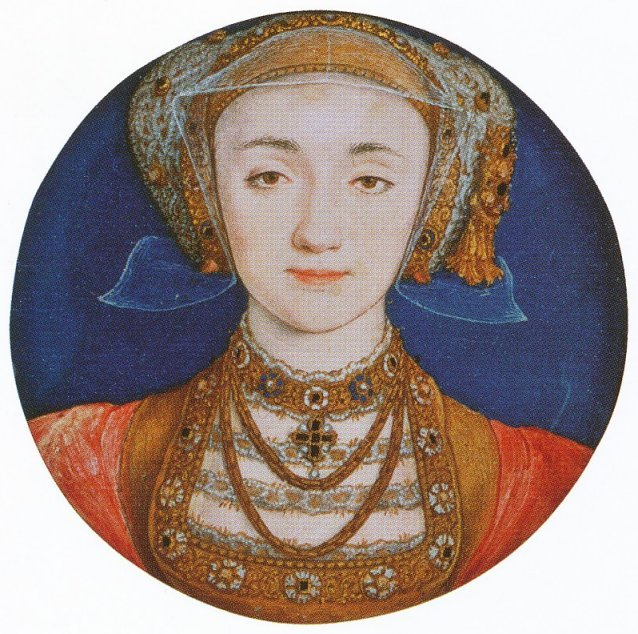
Hans Holbein le Jeune, Portrait en miniature d'Anne de Clèves, 1539.

### Sculpture

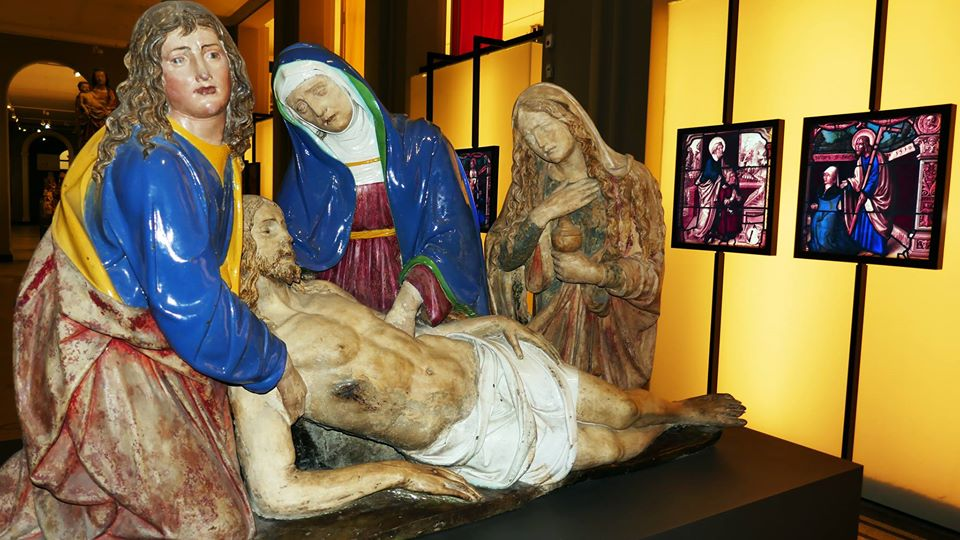
Andrea della Robbia ou atelier, Le Christ mort avec la Vierge, Jean et Marie-Madeleine, terre cuite peinte sculptée, 1515.

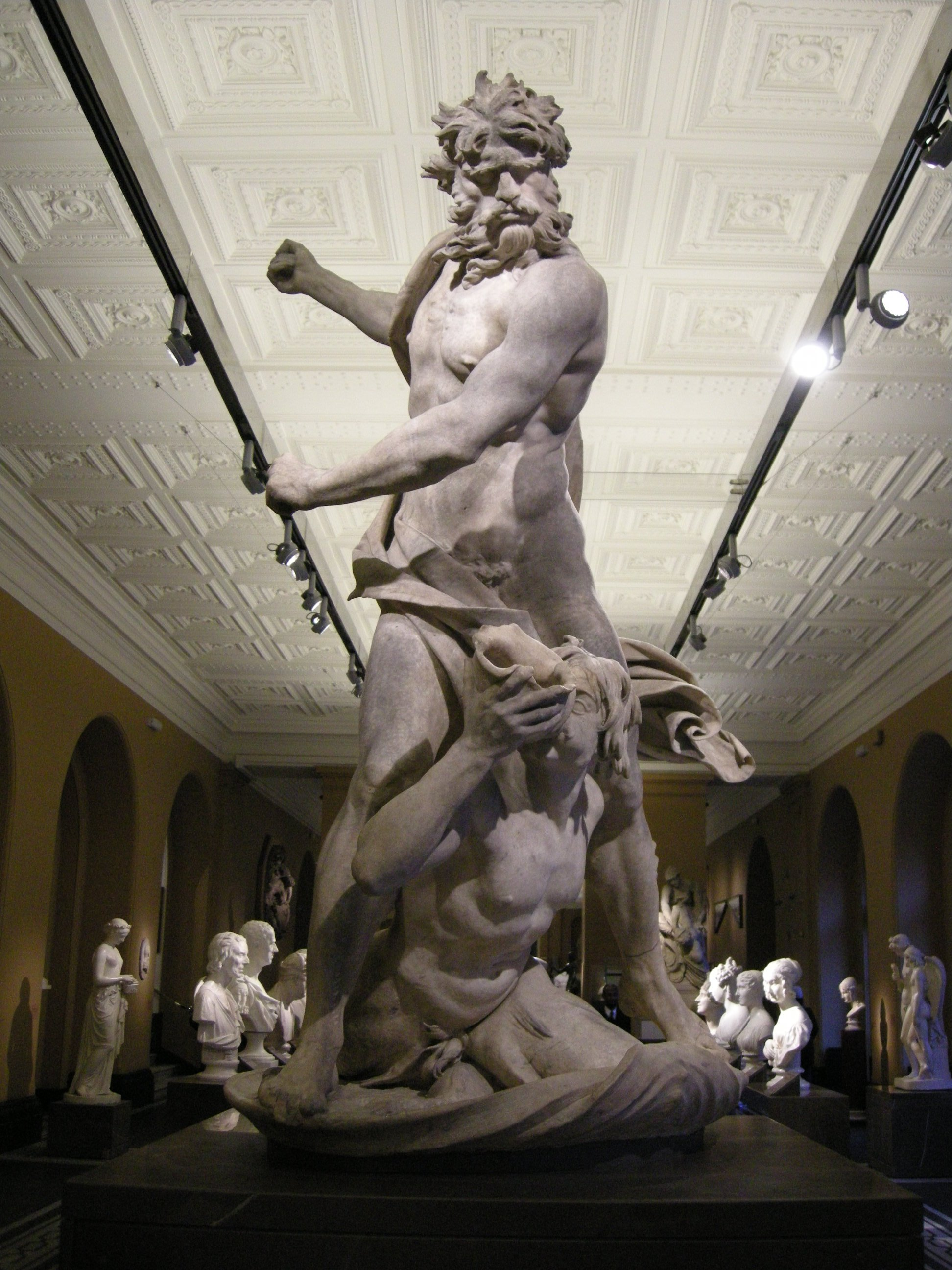
Bernin, Neptune et Triton, 1622.

La collection de sculptures du V&A est la collection de sculptures européennes post-classiques la plus complète au monde. La collection compte environ 22 000 objets couvrant une période allant de 400 à 1914 environ. Elle couvre entre autres périodes les sculptures en ivoire byzantines et anglo-saxonnes, les statues et les sculptures médiévales britanniques, françaises et espagnoles, la Renaissance, le Baroque, les périodes classique, victorienne et Art nouveau. Toutes les utilisations de la sculpture sont représentées, de la tombe au monument commémoratif en passant par le portrait, les statues allégoriques, religieuses, mythiques, de jardins comprenant des fontaines, ainsi que des décorations architecturales.
La collection de sculptures italiennes, médiévales, de la Renaissance, baroques et néoclassiques (originales et moulées) est inégalée en dehors de l'Italie. Elle comprend Les Trois Grâces de Canova, que le musée possède conjointement avec les National Galleries of Scotland. Les sculpteurs italiens représentés incluent : Fra Bartolomeo, Bartolomeo Bellano, Luca della Robbia, Giovanni Pisano, Donatello, Agostino di Duccio, Andrea Riccio, Antonio Rossellino, Andrea del Verrocchio, Antonio Lombardo, Pier Jacopo Alari Bonacolsi, Andrea della Robbia, Michelozzo di Bartolomeo, Michel-Ange (représenté par un modèle en cire à main levée et les moulages de ses sculptures les plus célèbres), Jacopo Sansovino, Alessandro Algardi, Antonio Calcagni, Benvenuto Cellini (Tête de Méduse datée de 1547), Agostino Busti, Bartolomeo Ammannati, Giacomo della Porta, Giambologna (Samson terrassant un Philistin, son plus bel ouvrage hors d'Italie), Le Bernin (Neptune et Triton), Giovanni Battista Foggini, Vincenzo Foggini (Samson et les Philistins), Massimiliano Soldani Benzi, Antonio Corradini, Andrea Brustolon, Piranesi, Innocenzo Spinazzi, Antonio Canova (Thésée sur le Minotaure), Carlo Marochetti et Raffaelle Monti. Donatello, Alessandro Vittoria, Tiziano Aspetti et Francesco Fanelli comptent plusieurs bronzes à petite échelle. Le plus grand objet d'Italie est la chapelle du chœur de Santa Chiara à Florence datée de 1493-1500, conçue par Giuliano da Sangallo (11,1 mètres de haut sur 5,4 mètres carrés, qui comprend un grand tabernacle sculpté par Antonio Rossellino et une décoration en terre cuite colorée).

Sculpteurs italiens
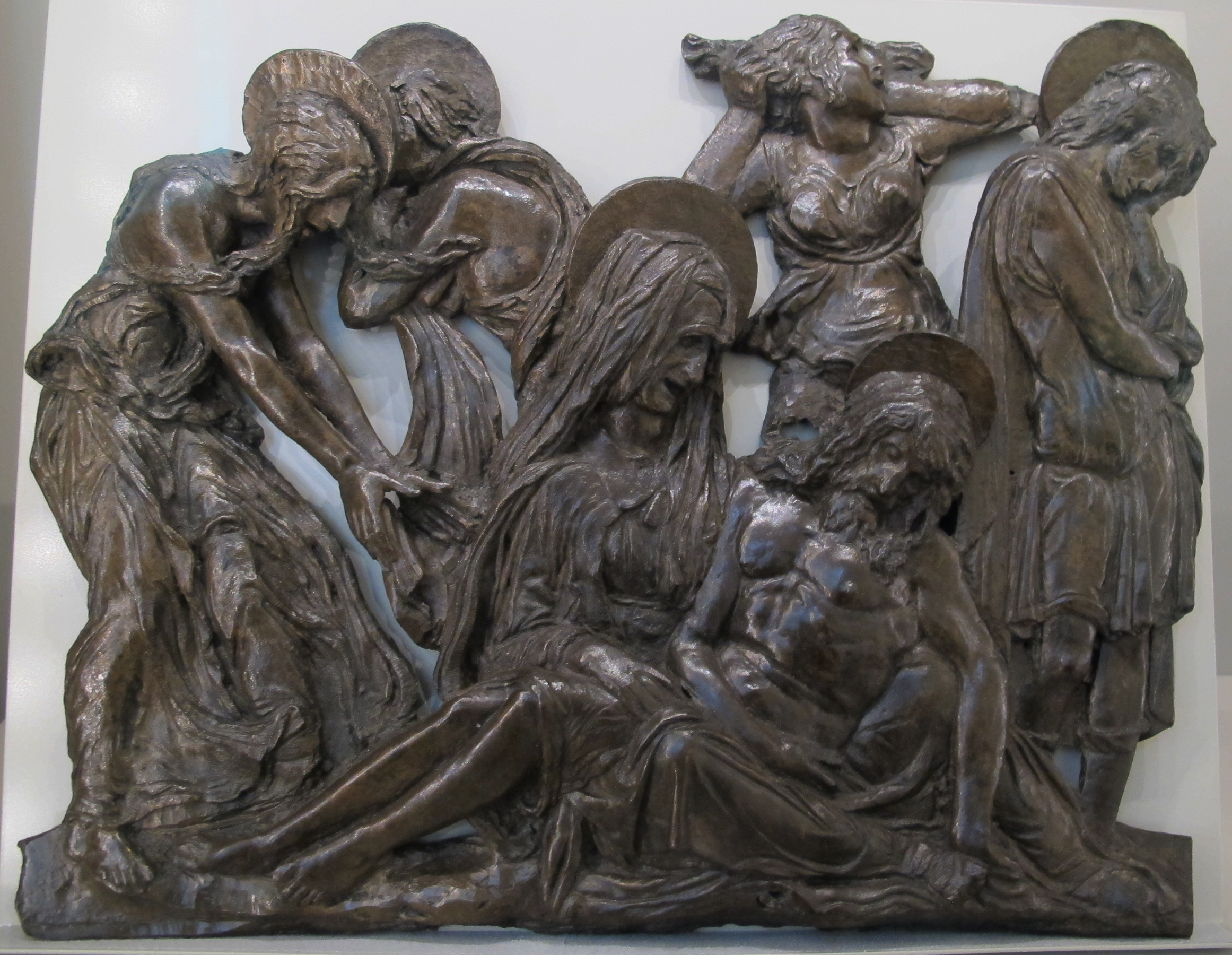
Donatello, Le Deuil du Christ mort, 1455.
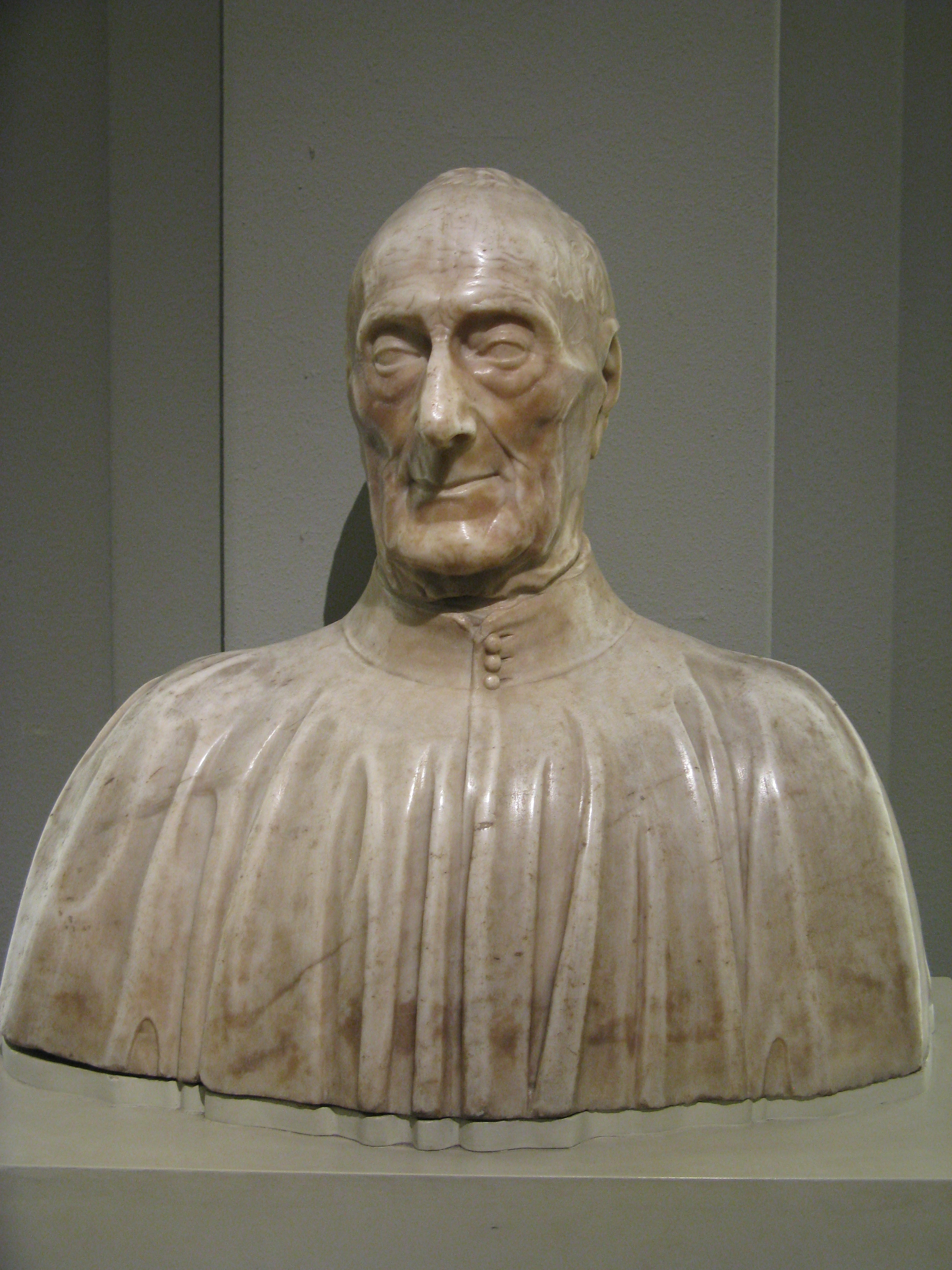
Antonio Rossellino, Giovanni di Antonio Chellini, 1456.
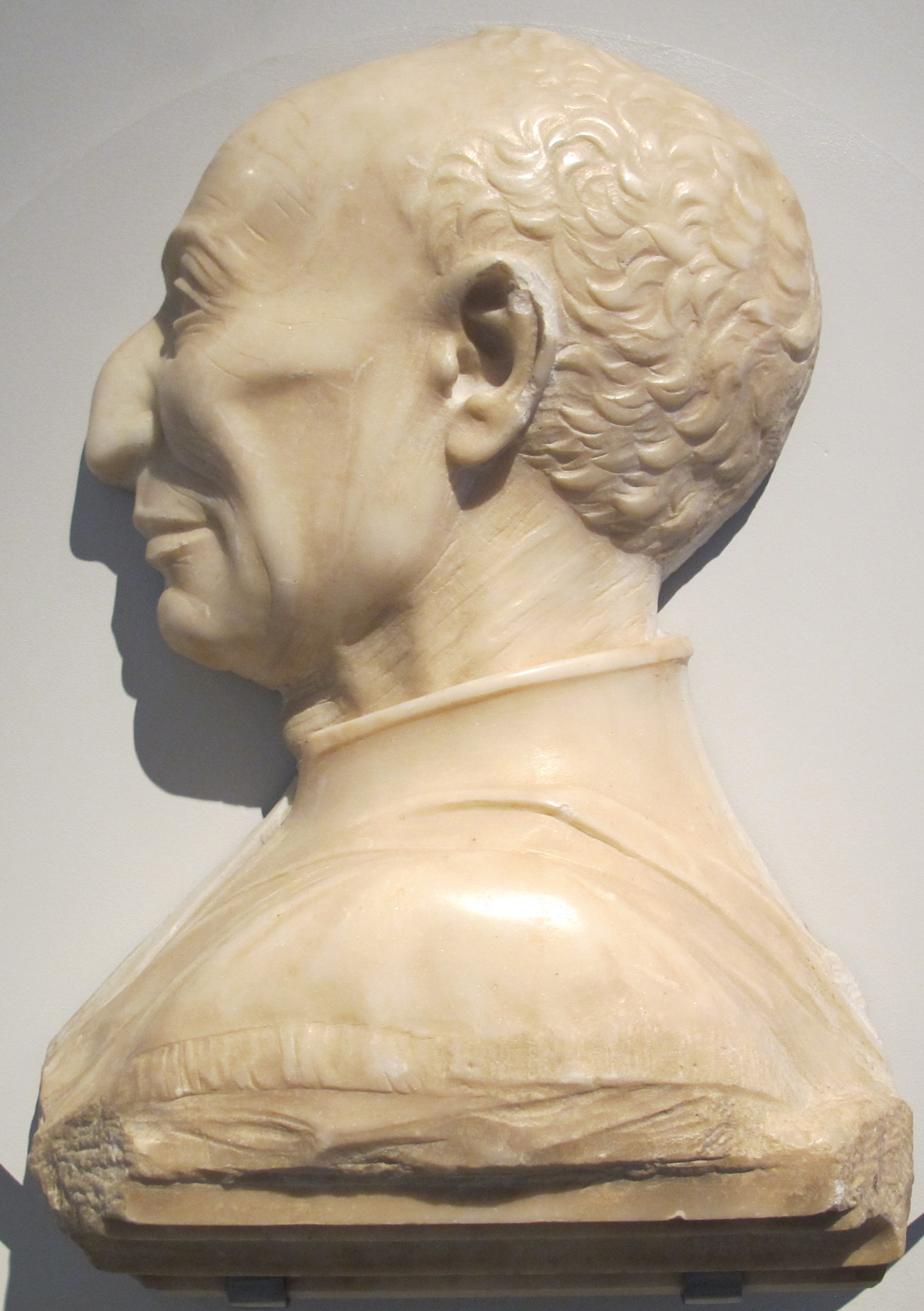
Mino da Fiesole, Profil de Bernardo Giugni, 1464.
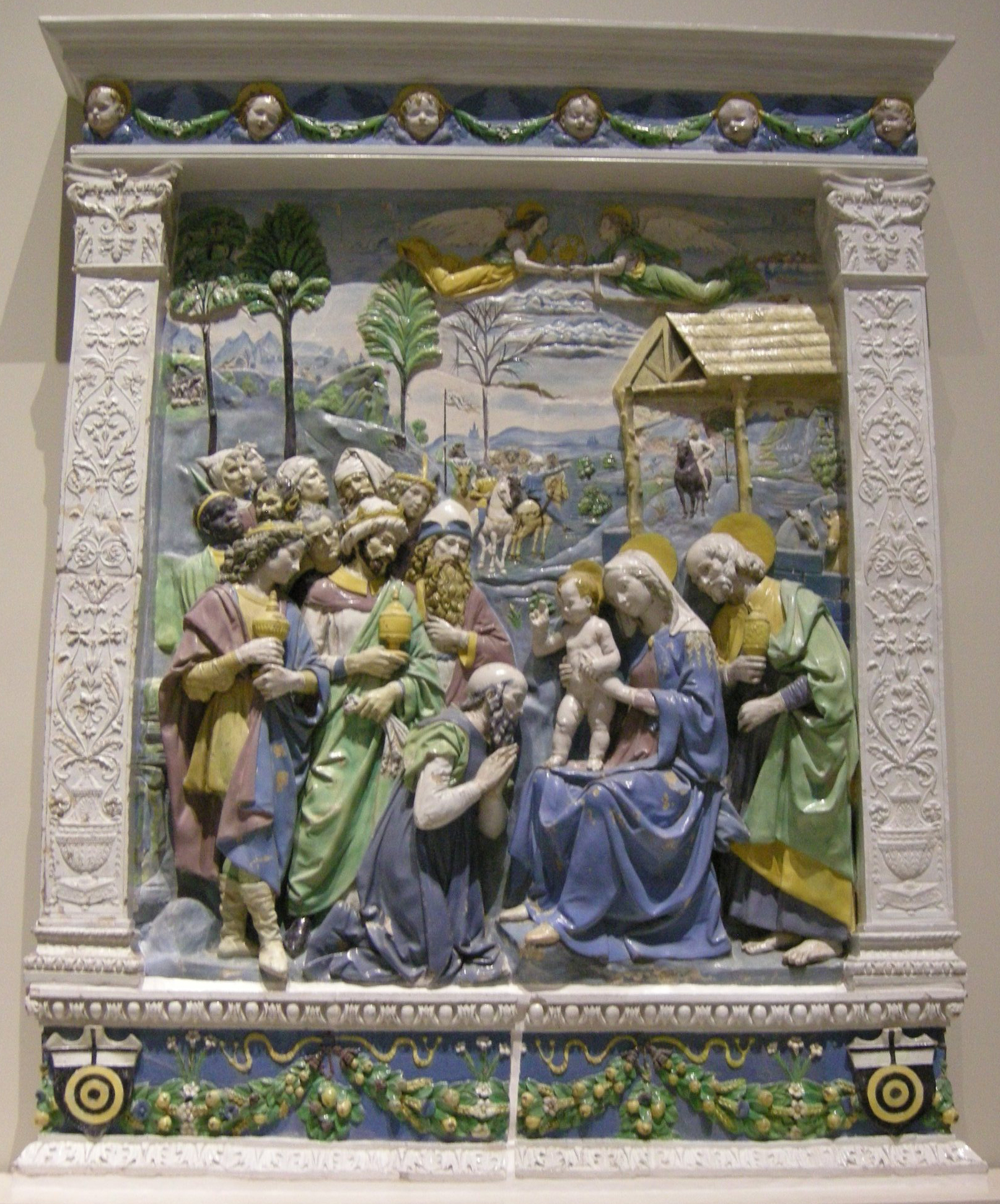
Andrea della Robbia Adoration des Mages, 1500.

Rodin est représenté par plus de vingt œuvres dans la collection du musée, ce qui en fait l'une des plus grandes collections de l'œuvre du sculpteur hors de France. Celles-ci ont été données au musée par le sculpteur en 1914, en reconnaissance du soutien de la Grande-Bretagne à la France dans la Première Guerre mondiale. Hubert Le Sueur, François Girardon, Michel Clodion, Jean-Antoine Houdon, Jean-Baptiste Carpeaux et Jules Dalou figurent parmi les autres sculpteurs français.

Sculpteurs français
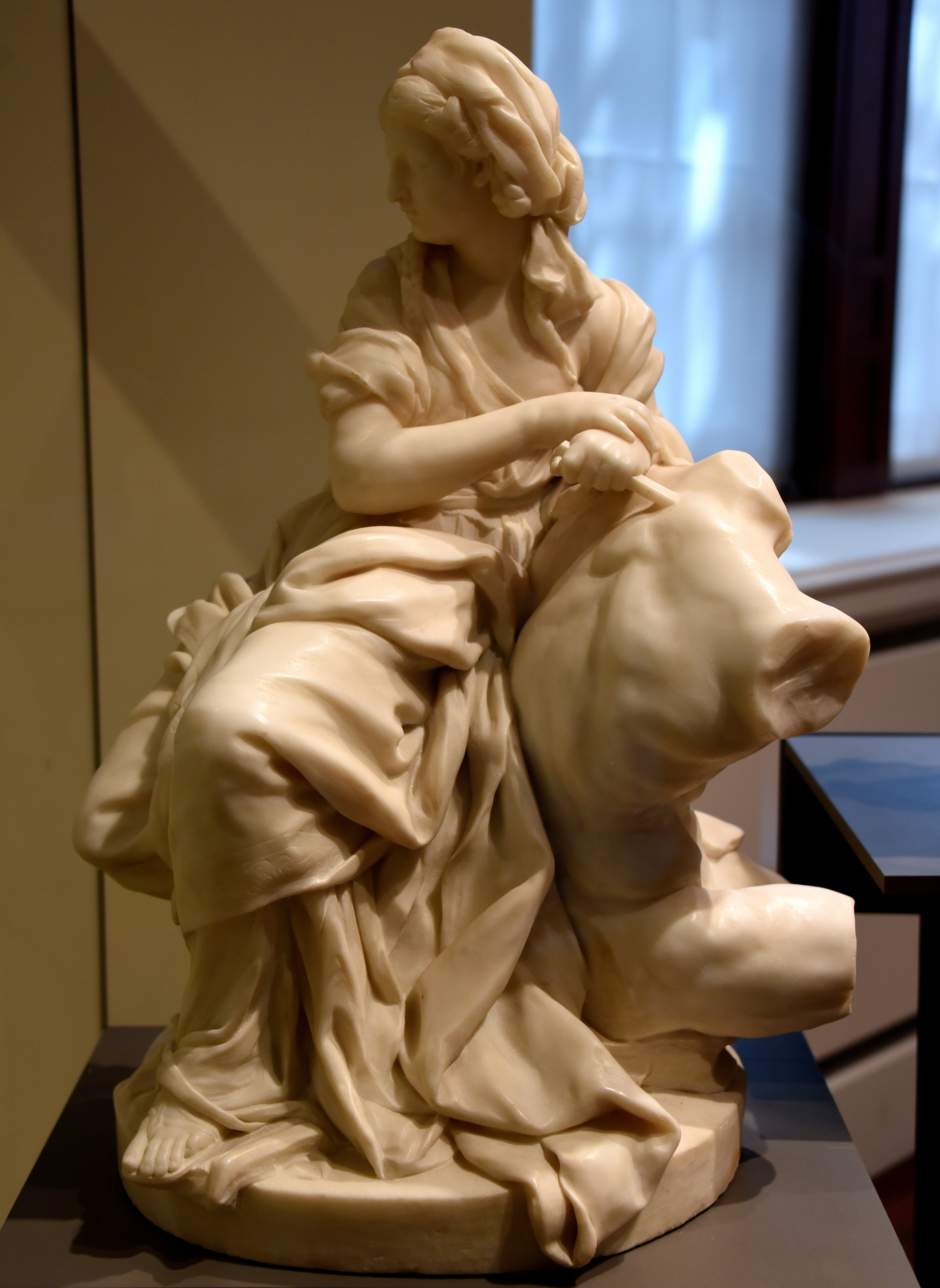
Étienne-Maurice Falconet, Allégorie de la Sculpture, 1746.
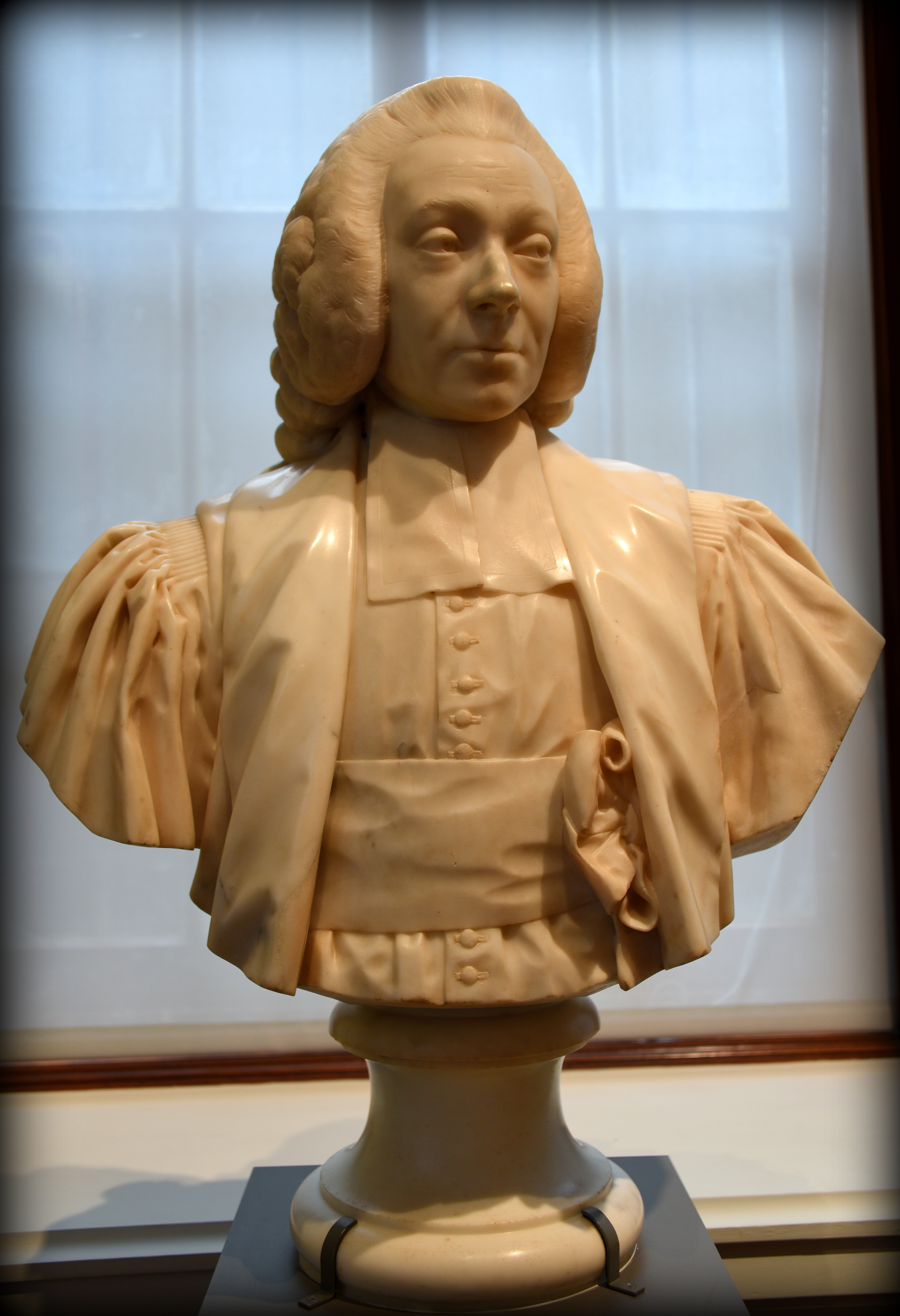
Jean-Antoine Houdon, Buste du marquis de Miromesnil, 1775.
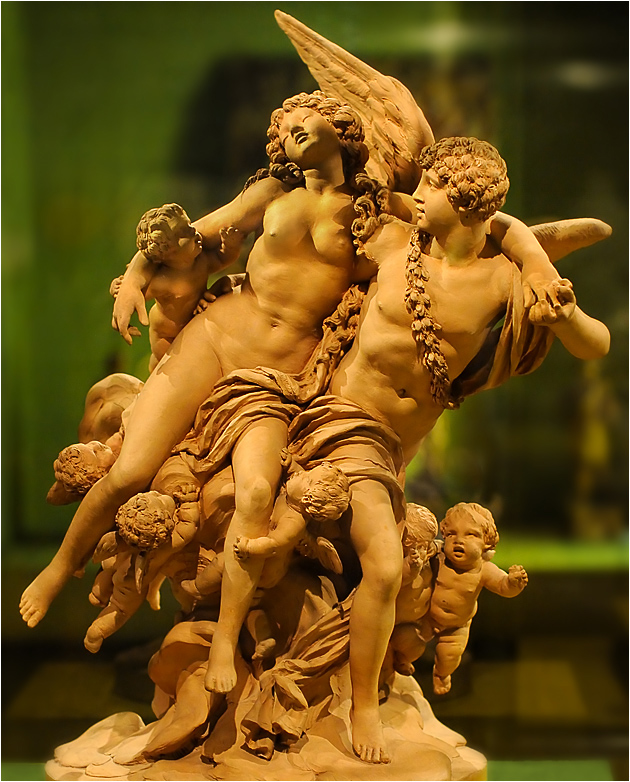
Claude Michel dit Clodion, Cupidon et Psyché, vers 1795.
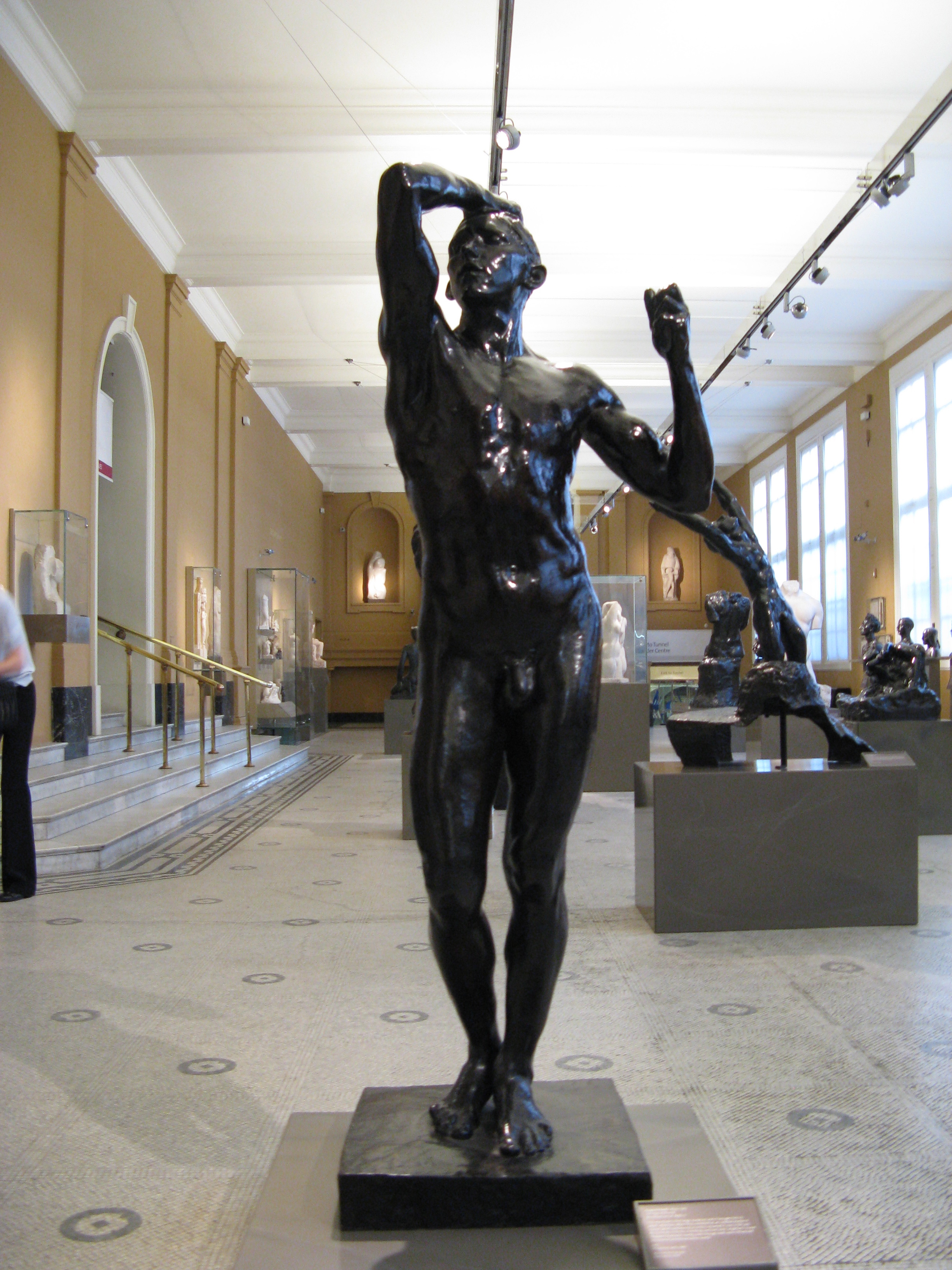
Auguste Rodin, L'Âge d'airain, 1877.
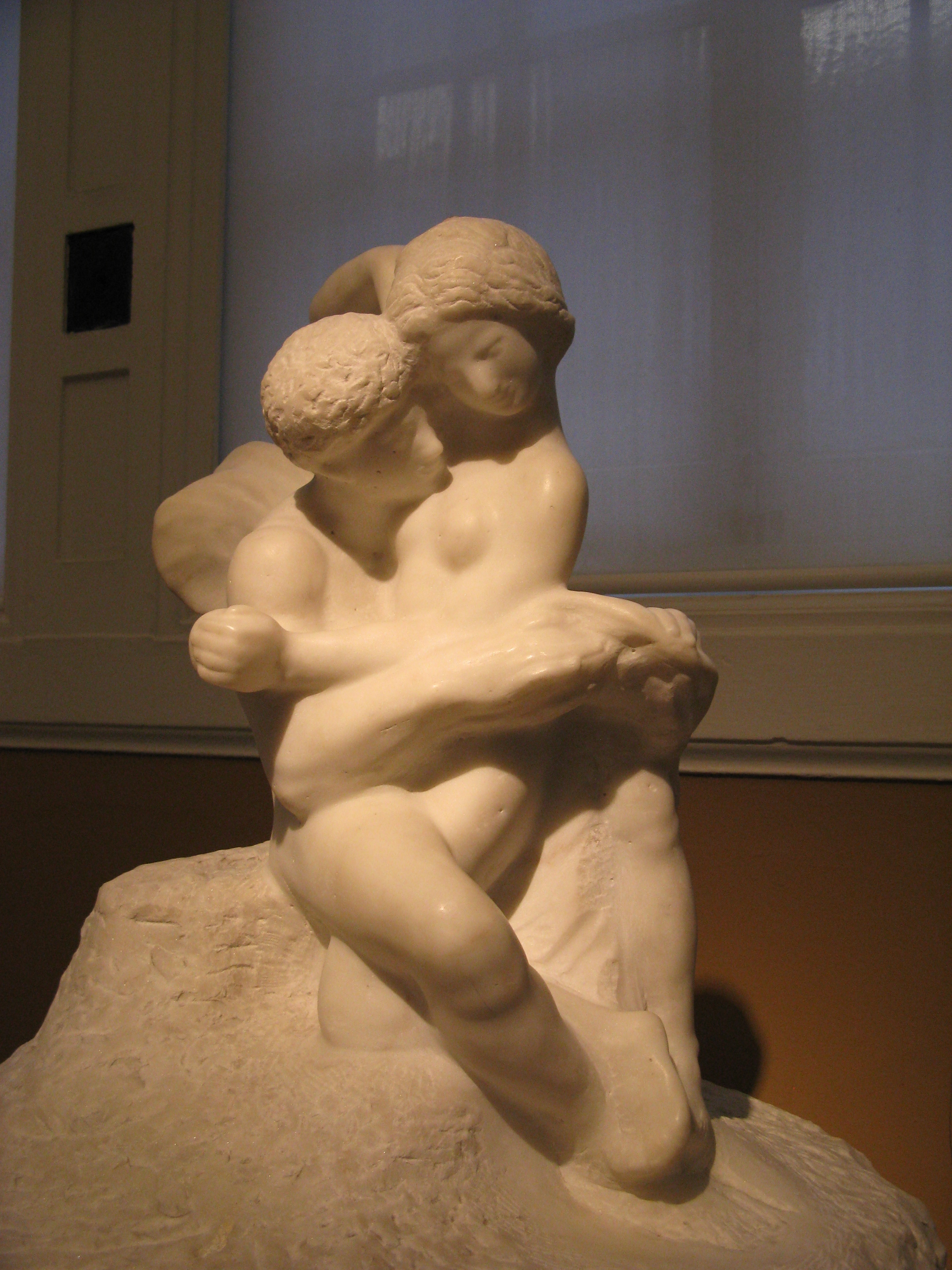
Auguste Rodin, Psyché transportée par la Chimère, 1907.

La collection comprend également plusieurs œuvres de sculpteurs d'Europe du Nord de la Renaissance, notamment Veit Stoss, Tilman Riemenschneider, Hendrick de Keyser, Jan van Schayck, Hans Daucher et Peter Flötner. Les œuvres baroques de la même région incluent celles d'Adriaen de Vries et de Sébastien Slodtz. Parmi les sculpteurs espagnols, figurent Alonso Berruguete et Luisa Roldán, représentés par sa Vierge à l’Enfant avec St Diego de Alcala de 1695.

Europe du Nord
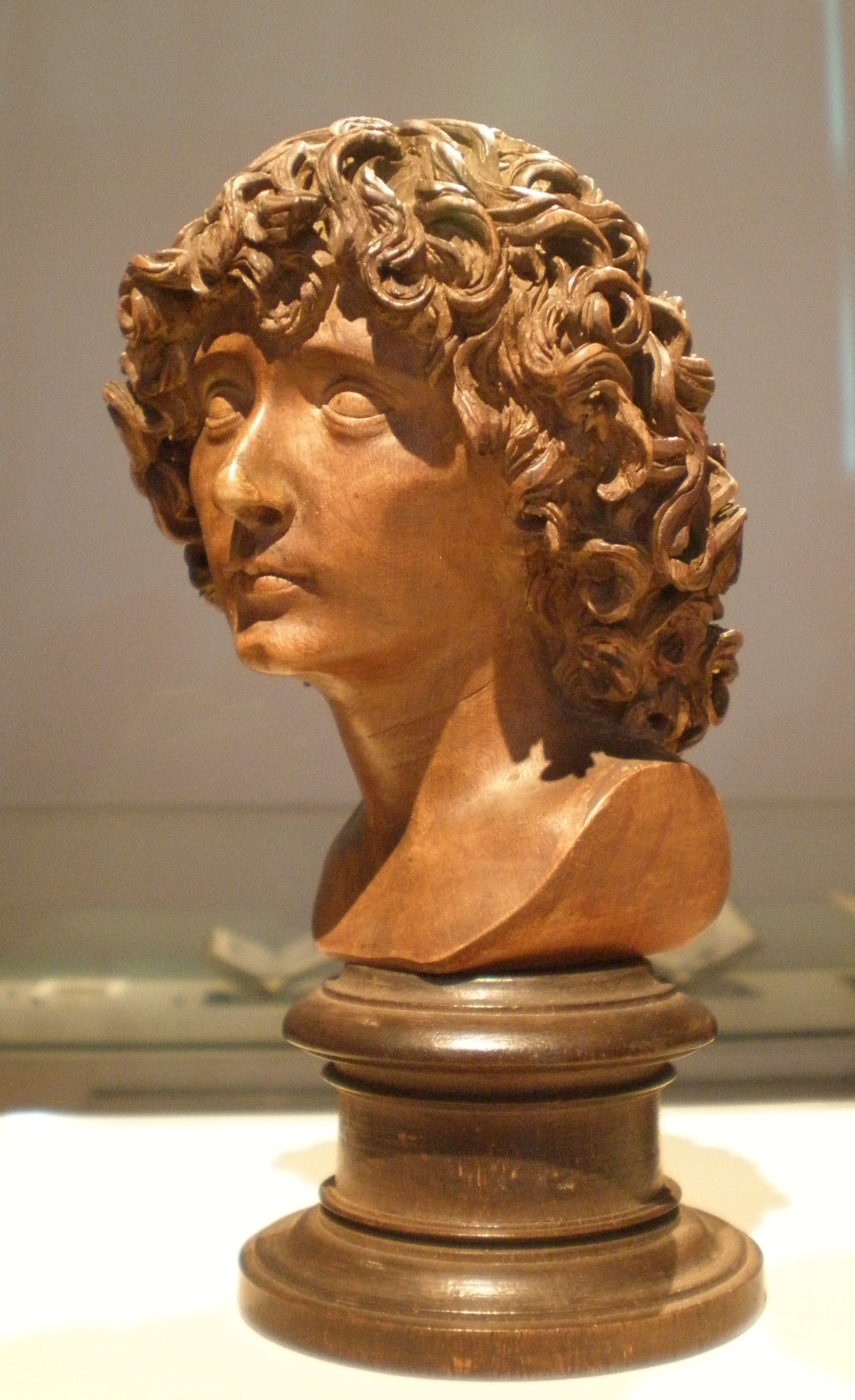
Michel Erhart, Tête d'un jeune homme, 1480.
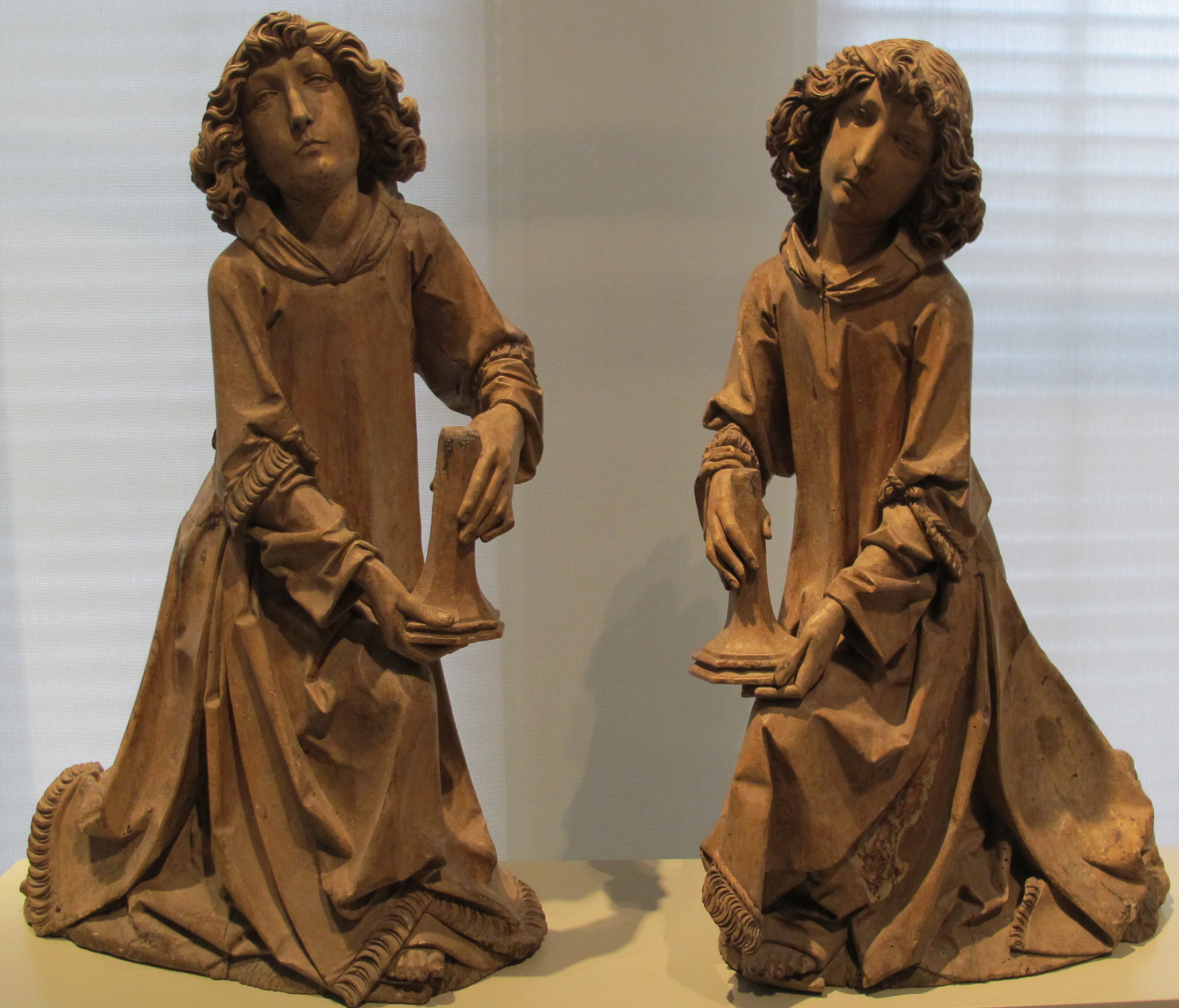
Tilman Riemenschneider, Deux Anges, vers 1505.

### Salles des moulages (gypsothèque)

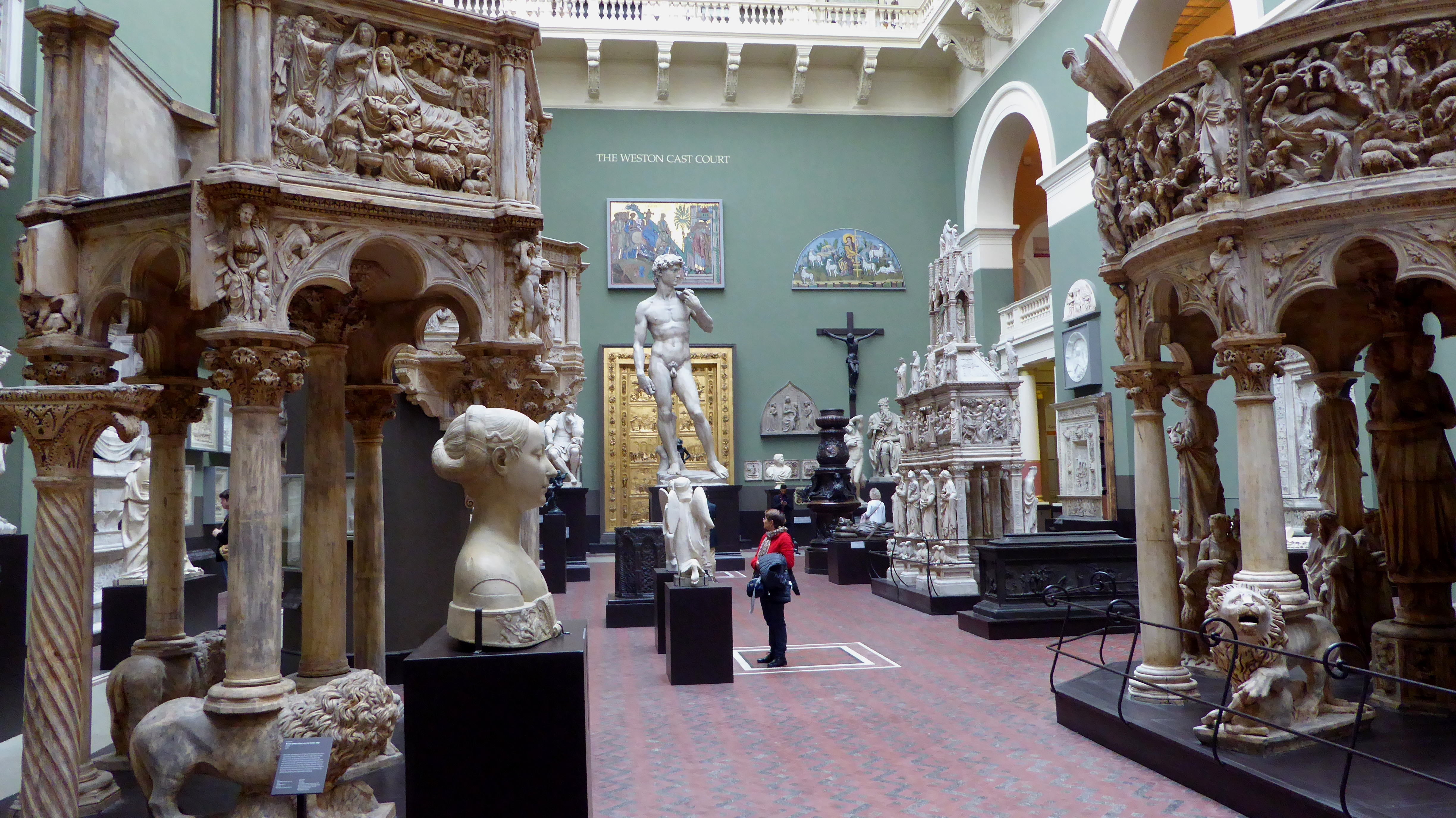
L'une des salles de moulages en plâtre, après leur restauration, en 2014.

L'une des parties les plus spectaculaires du musée est l'exposition de moulages (Cast Courts), constituée de deux grandes salles éclairées par le haut, avec deux niveaux de mezzanines abritant des centaines de moulages en plâtre de sculptures et éléments d'architecture. Le plus imposant d'entre eux est une copie grandeur nature de la colonne Trajane de Rome, sectionnée en deux pour passer sous le plafond. L'autre salle montre des reproductions de sculptures de la Renaissance italienne, dont une réplique grandeur nature du David de Michel-Ange. Des répliques de deux précédents David — ceux de Donatello et de Verrocchio — sont également exposées.
Les deux cours couvertes sont séparées par des passages sur les deux étages, et les cloisons qui bordaient la passerelle supérieure ont été supprimées en 2004 pour dégager la vue des deux côtés.

Gypsothèque
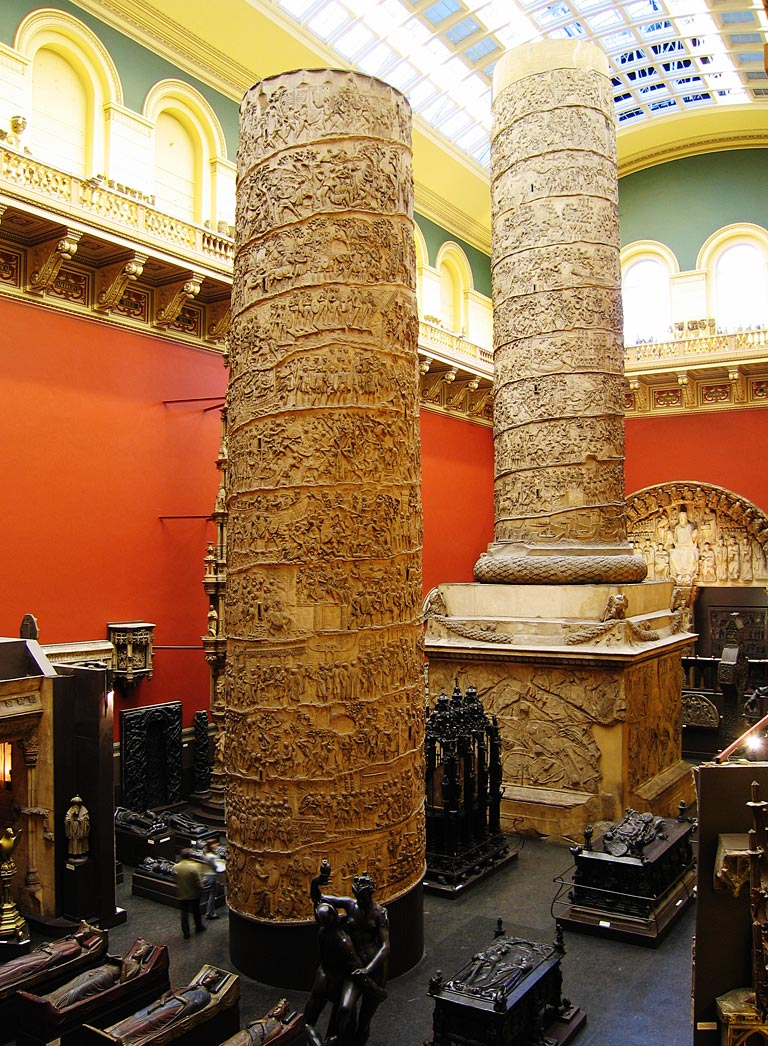
Copie en plâtre de la colonne Trajane.
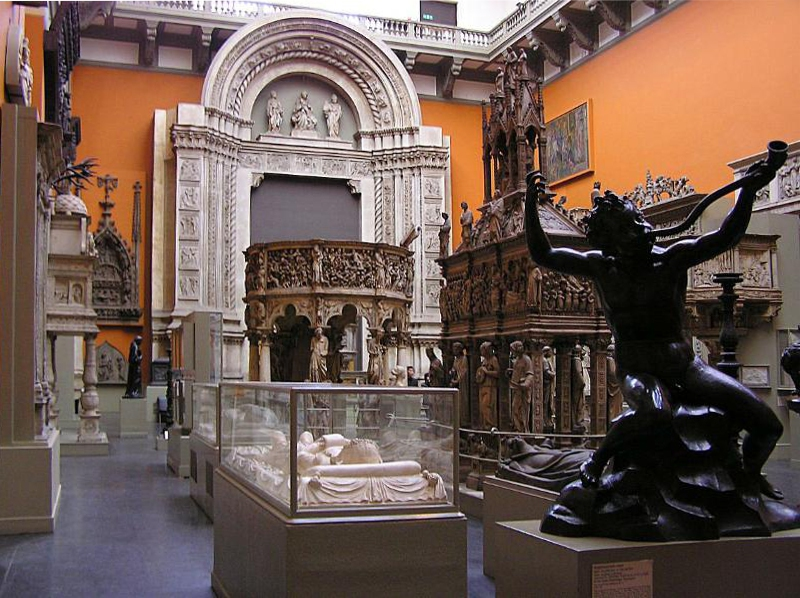
Moulage en plâtre de la Porta Magna de la basilique San Petronio de Bologne, par Jacopo della Quercia.
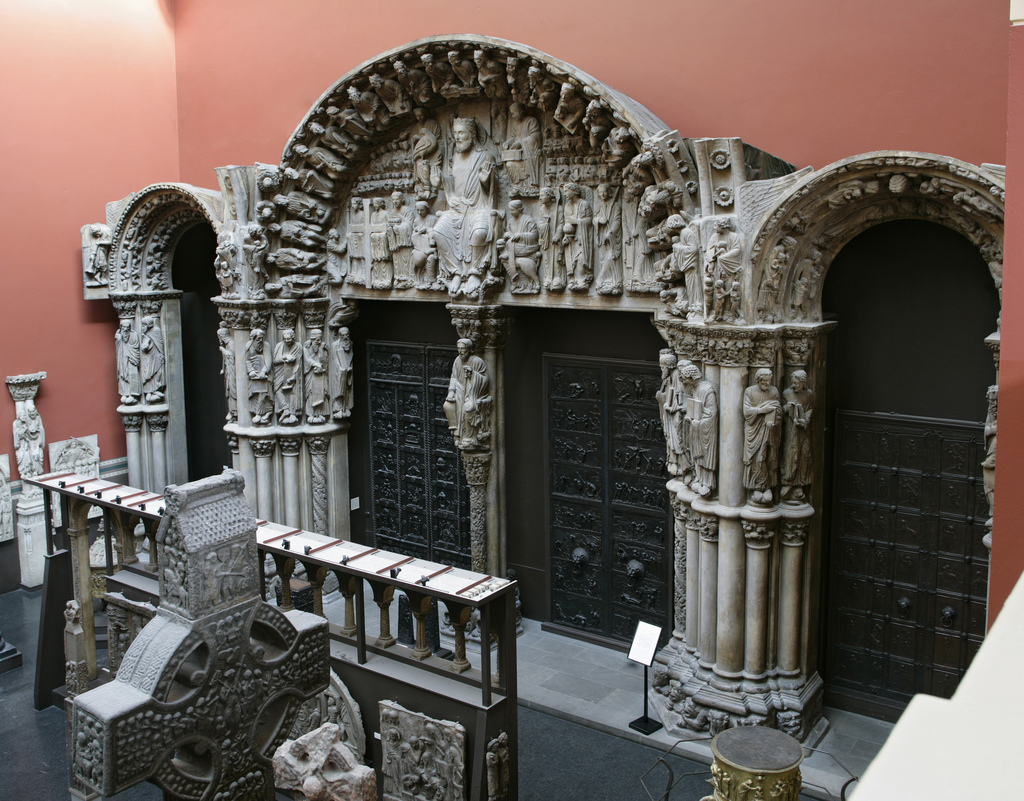
Moulage du porche de la Gloire de la cathédrale de Saint-Jacques-de-Compostelle.
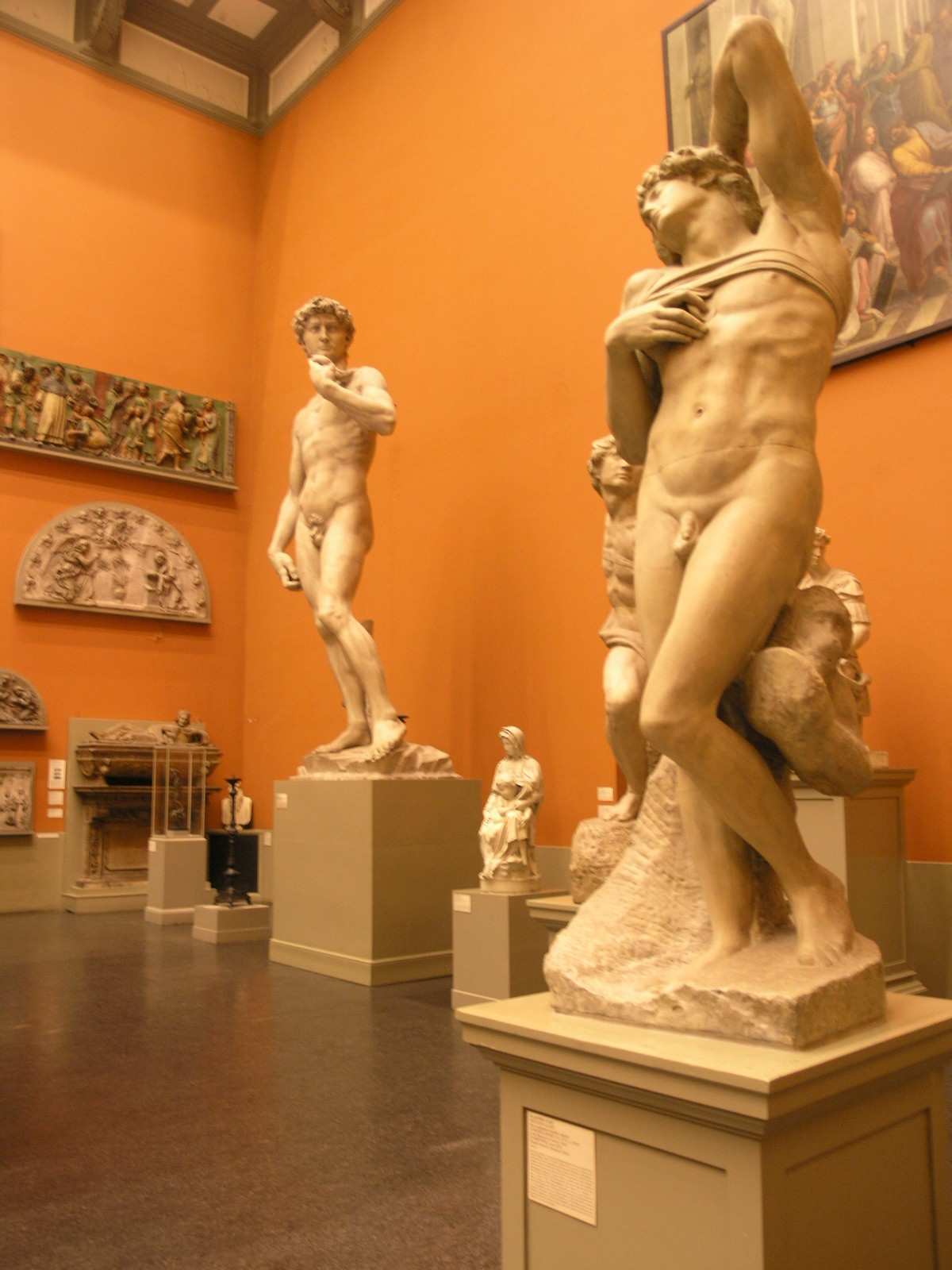
Moulage en plâtre du David et de l'Esclave de Michel-Ange.

### Céramique et verre
Il s'agit de la collection de céramique et de verre la plus vaste et la plus complète au monde, avec plus de 80 000 objets provenant du monde entier. Chaque continent peuplé est représenté.

### Joaillerie

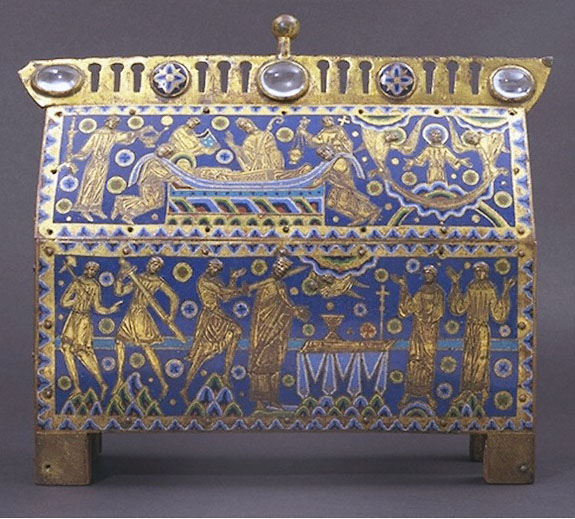
Coffret Becket, vers 1180-1190, Limoges, France. Cuivre doré et émail champlevé sur âme de bois.

La collection de bijoux, qui compte plus de 6 000 objets, est l’une des collections de bijoux les plus complètes au monde. Elle comprend des œuvres de l’Égypte ancienne à nos jours, ainsi que des dessins de bijoux sur papier. Le musée possède des œuvres des joailliers renommés : Cartier, Jean Schlumberger, Carl Fabergé, Andrew Grima, Hemmerle et Lalique. La collection comprend également des ornements en robe de diamant faits pour Catherine la Grande, des pinces de bracelet ayant appartenu à Marie-Antoinette et le collier émeraude présenté par Napoléon à sa fille adoptive Hortense de Beauharnais en 1806.
Au Victoria and Albert Museum, on trouve aussi des œuvres de joaillerie contemporaines uniques de James Rivière, considérée comme la plus importante création de bijoux du XXe siècle, y compris le travail Optical Titanio Diago. Ce pendentif unique du joaillier basé à Milan James Rivière (né en 1949) est un exemple intéressant et relativement précoce de titane utilisé dans la bijouterie. La conception du pendentif, avec son motif en couches de lignes parallèles, a été influencée par Op ou Optical Art, et se rapporte à des thèmes explorés par Rivière à partir de la fin des années 1960. Les années 1970 ont vu beaucoup d'expérimentations avec de nouveaux matériaux dans la bijouterie. Parmi les plus colorés, on trouve le titane réfractaire, dont la coloration de surface iridescente est obtenue en transmettant des courants électriques contrôlés à travers le métal.

Joaillerie, travail du métal
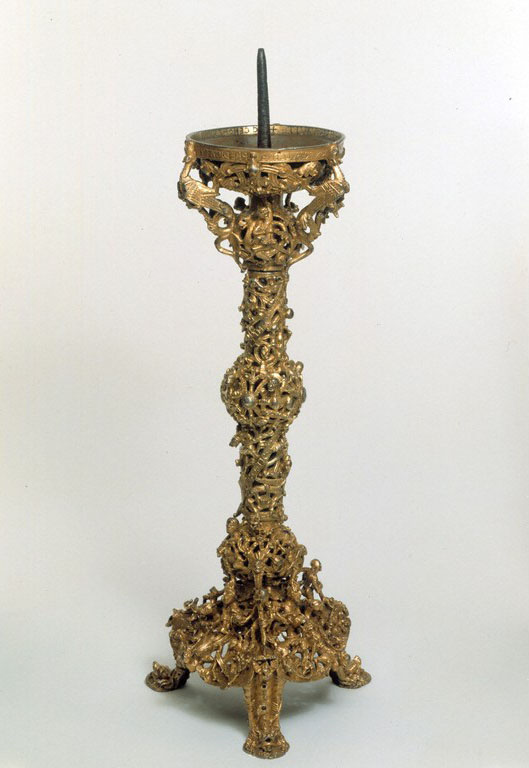
Le chandelier de Gloucester, chef-d'œuvre de ferronnerie anglaise, vers 1110.
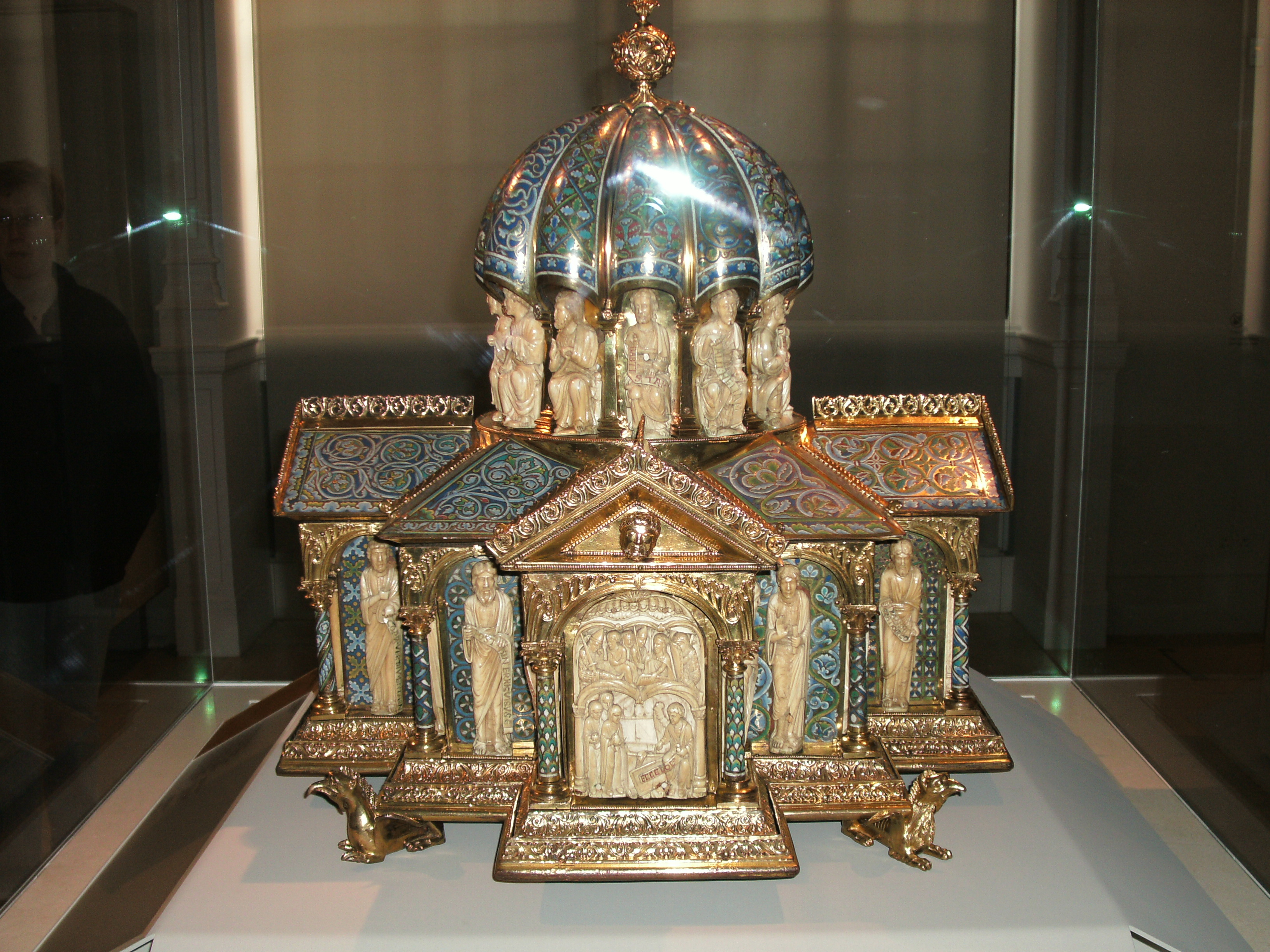
Tabernacle, Cologne, vers 1180.
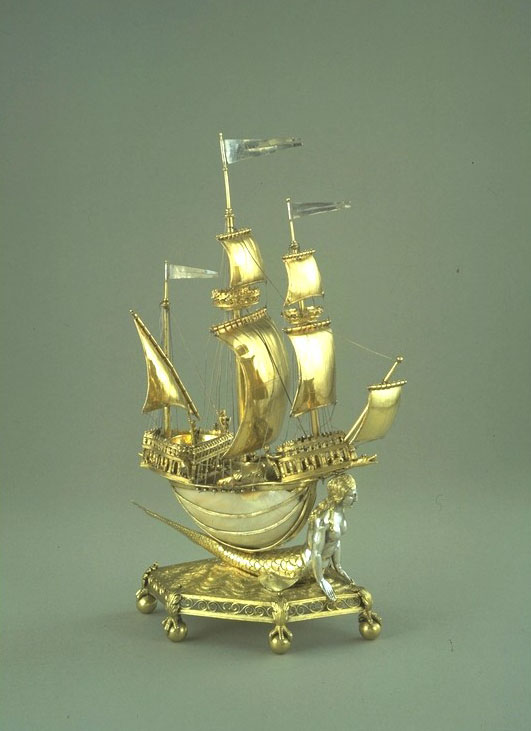
La Nef Burghley, salière en vermeil, France, 1527-1528.
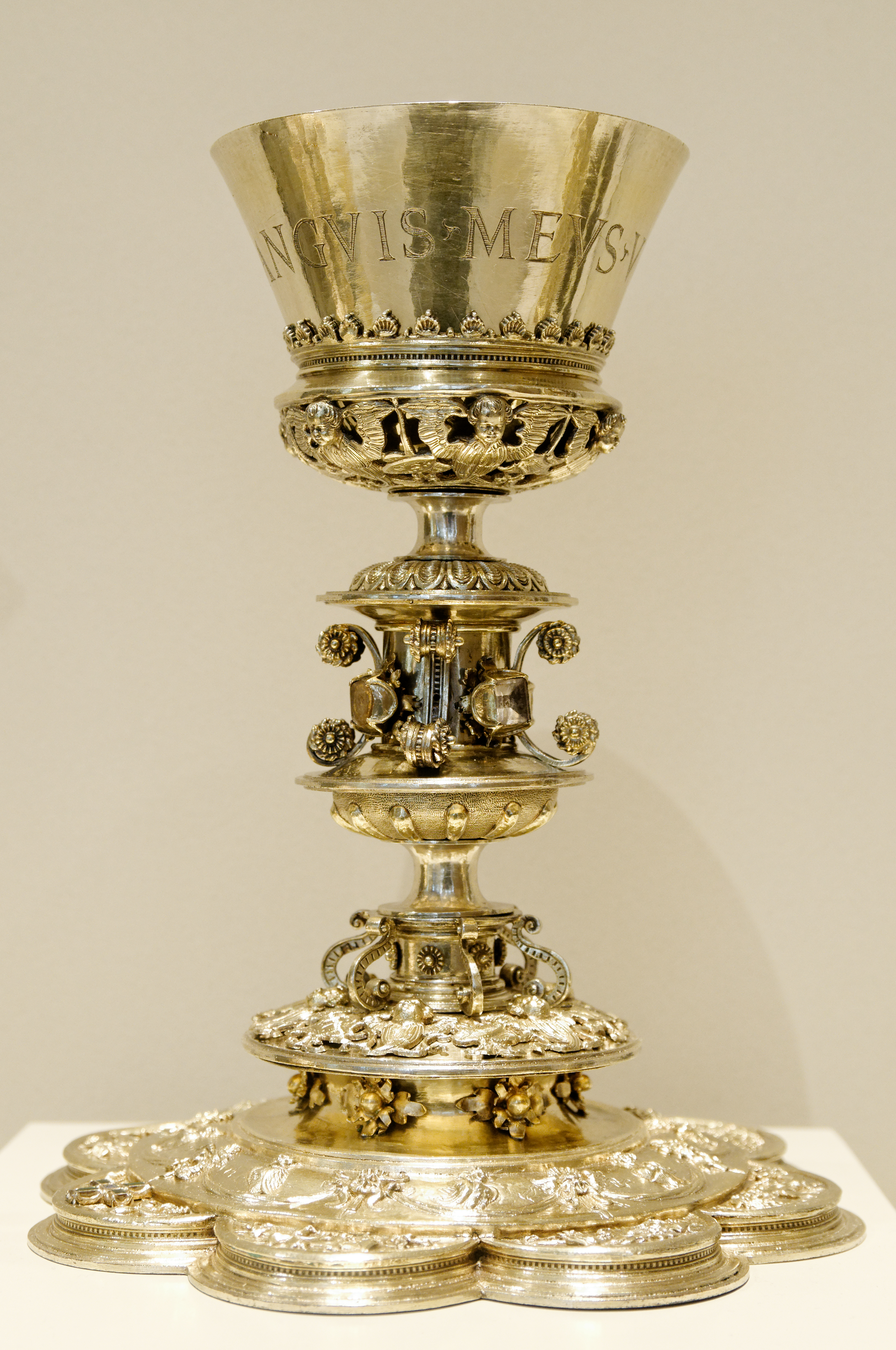
Calice du XVIe siècle portant l'inscription « Sanguis meus vere est potus » (« Mon sang est vraiment un breuvage », Jean 6:55)

### Livres et manuscrits
Le musée abrite la National Art Library, une bibliothèque publique contenant plus de 750 000 livres, photographies, dessins, peintures et gravures. C'est l'une des plus grandes bibliothèques au monde consacrées à l'étude des beaux-arts et des arts décoratifs. La bibliothèque couvre tous les domaines et toutes les périodes des collections du musée, avec des collections spéciales comprenant des manuscrits enluminés, des livres rares, des lettres d'artistes et des archives.

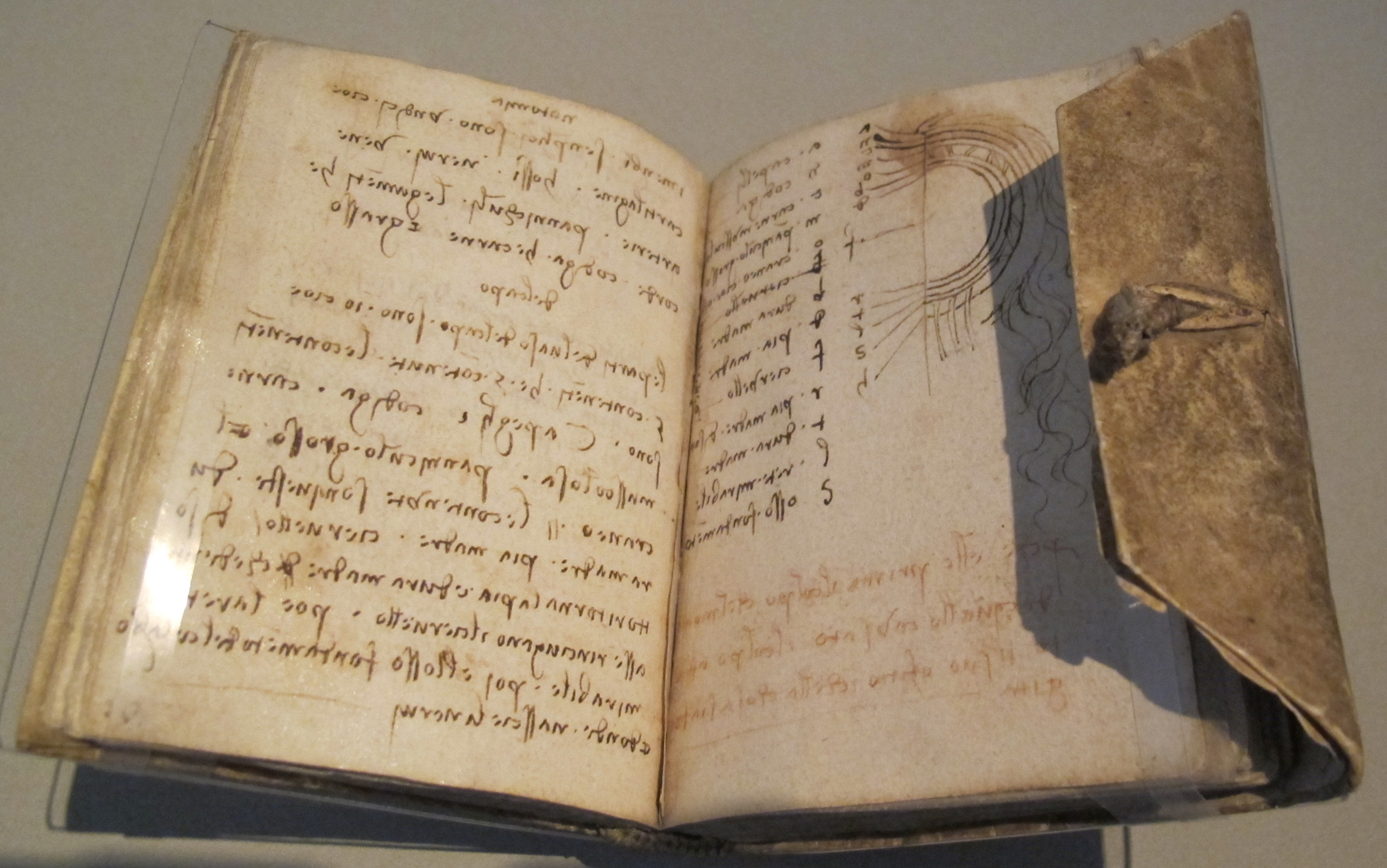
Codex Forster III, en reliure originale, avec fermoir en bois (vers 1490).

Le musée possède le Codex Forster, qui est une collection reliée de feuilles avec des notes, des croquis et des dessins de Léonard de Vinci (1452-1519). Le nom du Codex a été donné au manuscrit par l'écrivain et biographe anglais John Forster (1812-1876), qui a légué l'œuvre au musée, en 1876.
Le Codex se compose de cinq manuscrits en trois reliures (Forster I à III) avec un total de 354 feuillets. Il est daté d'environ 1493-1505, écrit en italien de la Renaissance, mêlé de langue lombarde et de toscan, en écriture spéculaire, avec une orthographe personnelle sans aucune ponctuation ou accentuation.
En 2016, une étude britannique de la partie des carnets de Léonard de Vinci traitant de la tribologie a été réalisée. Le professeur à l’Université de Cambridge Ian M. Hutchings a démontré que Léonard De Vinci avait déjà compris, 206 ans avant le physicien français Guillaume Amontons, les lois du frottement (l'attrito) et ses applications physiques. Le chercheur a découvert en particulier dans le Codex Forster III, entre des esquisses de schémas la phrase suivante : « la friction double l’effort quand le poids double  ». La page dans laquelle se trouvait cette phrase, parmi des gribouillis sous-estimés jusqu'à présent, avait été analysée en 1920 par un directeur de musée, qui l'avait jugée « sans importance ».

### Architecture
En 2004, le V&A et l'institut royal des architectes britanniques ont ouvert la première galerie permanente au Royaume-Uni, couvrant l'histoire de l'architecture avec des expositions utilisant des modèles, des photographies, des éléments de bâtiments et des dessins originaux. Avec l'ouverture de la nouvelle galerie, la collection de dessins et d’archives RIBA a été transférée au musée, rejoignant ainsi la vaste collection déjà conservée par le V&A. Avec plus de 600 000 dessins, plus de 750 000 papiers et accessoires, et plus de 700 000 photographies du monde entier, ils forment ensemble la ressource architecturale la plus complète au monde.

### Textile

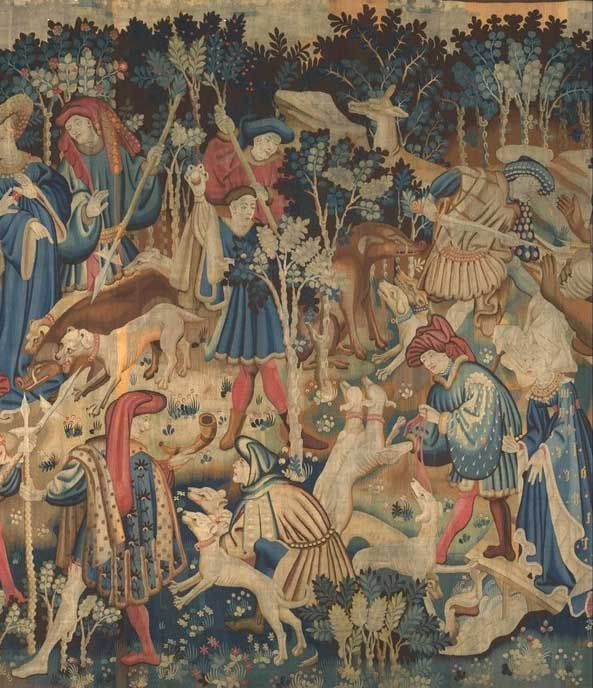
Tapisserie de chasse du Devonshire, détail de chasse au sanglier et à l'ours. Pays-Bas, milieu du XVe siècle.

La collection de textiles comprend plus de 53 000 exemplaires, principalement d'Europe occidentale, bien que tous les continents peuplés soient représentés et qui date du Ier siècle apr. J.-C. à nos jours. Il s'agit de la plus grande collection de ce type au monde.

### Mode
La collection de costumes est la plus complète en Grande-Bretagne, contenant plus de 14 000 tenues et accessoires, datant principalement de 1600 à nos jours.

### Ferronnerie
Cette collection de plus de 45 000 œuvres comprend des ferronneries décoratives, forgées et moulées, en bronze, en argenterie, en armure, en étain, en laiton et en émaux (dont de nombreux exemples d'émail de Limoges). La principale galerie de ferronnerie a été réaménagée en 1995.

### Photographie

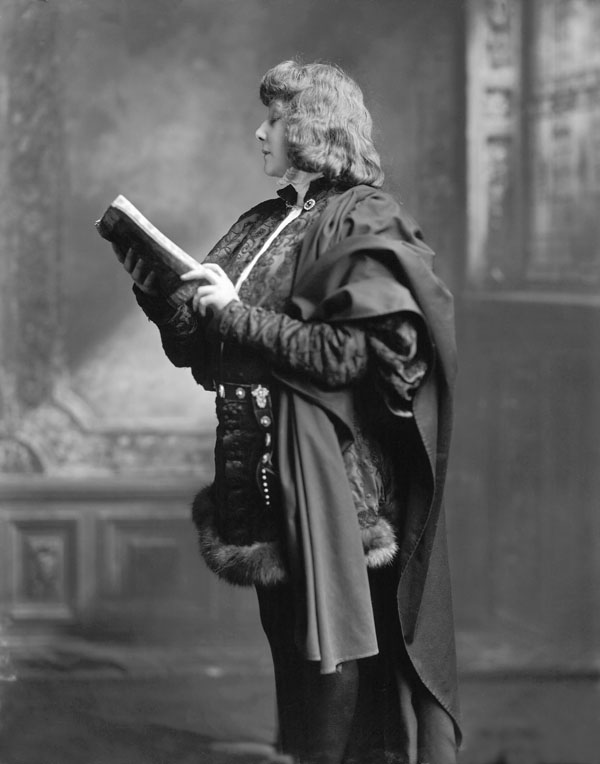
James Lafayette (1853–1923) : Sarah Bernhardt dans Hamlet de Shakespeare, adaptation d'Eugène Morand et Marcel Schwob, créée au théâtre Sarah-Bernhardt en 1899.

La collection contient plus de 500 000 images datant de l'avènement de la photographie, la plus ancienne datant de 1839. Le musée présente des expositions régulièrement renouvelées dans des salles dédiées. Déjà en 1858, alors que le musée s'appelait encore le South Kensington Museum, il proposait la première exposition photographique internationale au monde.

## Entrepôt
Le V&A East Storehouse est une nouvelle annexe du musée, où sont exposées une partie de ses réserves. Situé aux abords du parc olympique Queen-Elisabeth, cet entrepôt est ouvert au public depuis le 31 mai 2025. Les visiteurs peuvent aussi manipuler jusqu'à cinq objets (préalablement commandés en ligne) et observer l'espace de manipulation et de restauration.